# Кантонцы
Кантонцы (кит. 廣府民系, англ. Cantonese people или англ. Yue people) — крупная этнолингвистическая и субкультурная подгруппа китайцев, населяющая несколько провинций Южного Китая (прежде всего Гуандун); кроме того, составляют значительную долю среди хуацяо в Юго-Восточной Азии и Северной Америке. Говорят на языке юэ и его престижном наречии — кантонском диалекте (в середине 1990-х годов в мире насчитывалось около 66 млн носителей языка юэ, а в 2020 году — 84 млн, что приблизительно соответствует численности кантонцев). Характерными культурными особенностями кантонцев являются кантонская опера, кантонский поп, кантонская кухня и чайная культура ямча.

## Этимология

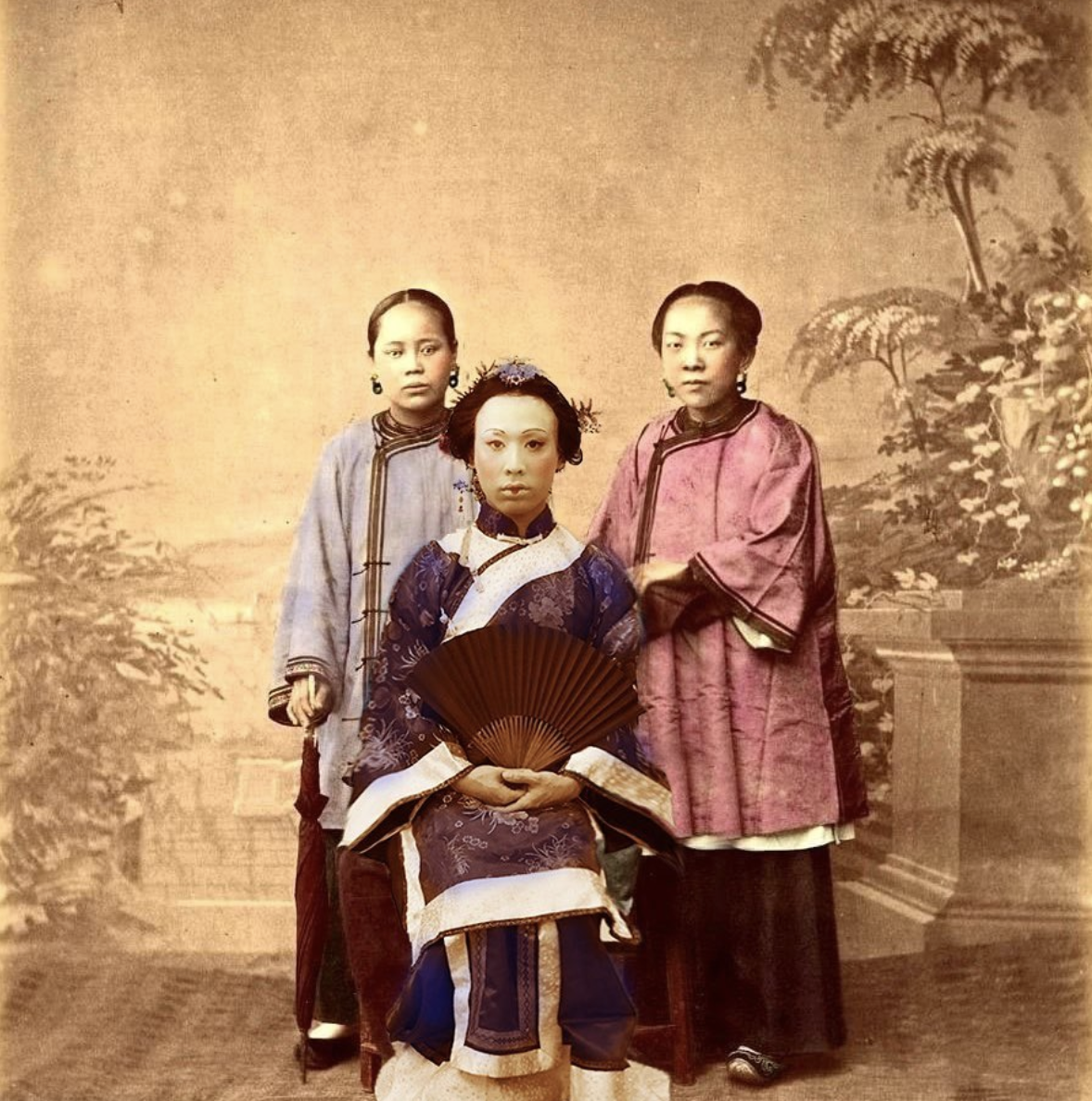
Знатная кантонская женщина со своими служанками. Начало XX века

Этноним «кантонец» произошёл от устаревшего названия города Гуанчжоу, который европейцы называли Кантон. Британский топоним Canton, в свою очередь, произошёл от слова Cantão (португальская транслитерация названия провинции Гуандун), которое в результате романизации превратилось в Kwangtung (в переводе с китайского означает «к востоку от уезда Гуансинь»). Также кантонцев называют юэ, поскольку они говорят на языке юэ и ведут своё происхождение от жителей древнего царства Наньюэ («Южное Юэ»).
Кроме того, в Китае кантонцы известны как гуандунцы, поскольку составляют основное население самой населённой провинции страны — Гуандун. В Гонконге неофициальным (разговорным) синонимом гуандунца или кантонца является слово пунти («местный»). В судах или полиции под пунти подразумевается гонконгский китаец, разговаривающий на кантонском диалекте.
В противовес титульным ханьцам, известным как «люди династии Хань» (Hang nang или Han ren), кантонцы и близкие к ним по культуре хокло и чаошаньцы за пределами материкового Китая нередко называют себя «людьми династии Тан» (Deung nang, Ting nang или Tang ren).
Кроме того, в западной научной литературе используют такую нейтральную терминологию как «гуандунец» (Guangdongese) и «гуансиец» (Guangxiese) для обозначения жителей Гуандуна и Гуанси соответственно, которые не имеют языковой или культурной принадлежности к кантонцам. Это могут быть как представители национальных меньшинств (например, чжуаны или хакка), так и ханьцы, переехавшие в Южный Китай из других провинций страны (например, хунаньцы или хубэйцы).

## География

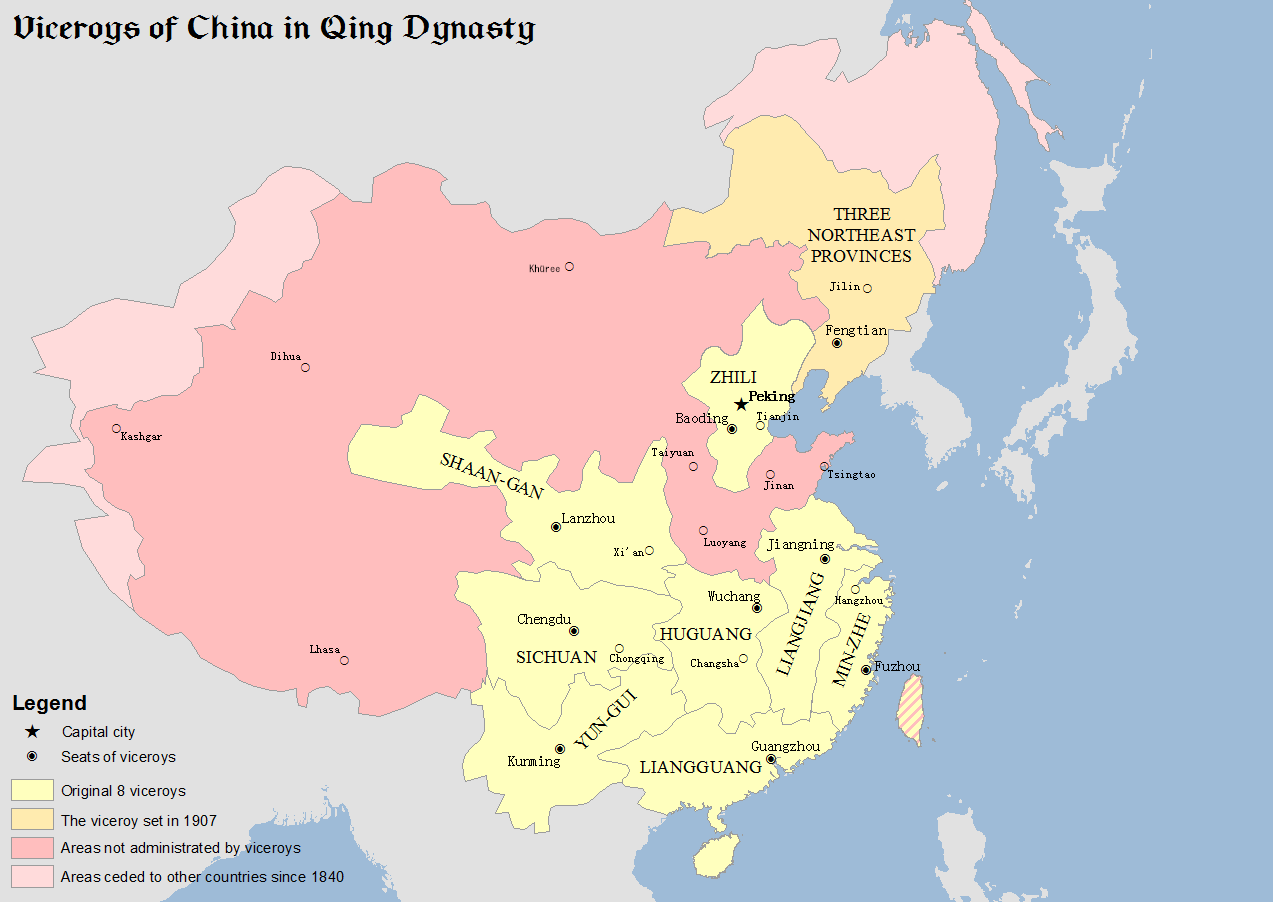
Карта наместничеств в эпоху империи Цин

Кантонцы составляют большинство населения в центральной и западной части провинции Гуандун, в восточной и южной части автономного района Гуанси, в прибрежной части провинции Хайнань, а также в Гонконге и Макао. Исторически этот регион известен как Лянгуан («Два Гуана»). Ядром Лянгуана является дельта Жемчужной реки и уходящий на запад бассейн реки Чжуцзян, который охватывает такие крупные кантоноязычные города, как Гуанчжоу, Цзянмэнь, Чжаоцин, Учжоу, Лючжоу и Наньнин.
В восточной части Гуандуна кантонцы смешиваются с чаошаньцами и хакка, в южной части Гуандуна — с тайшаньцами, в северной и западной части Гуанси — с чжуанами, в центральных районах Хайнани — с ли (преимущественно ассимилируют их). В прибрежных районах Гуандуна, Гуанси и Хайнани своеобразную этно-социальную группу кантонцев составляют даньцзя или танка.

### Диаспора

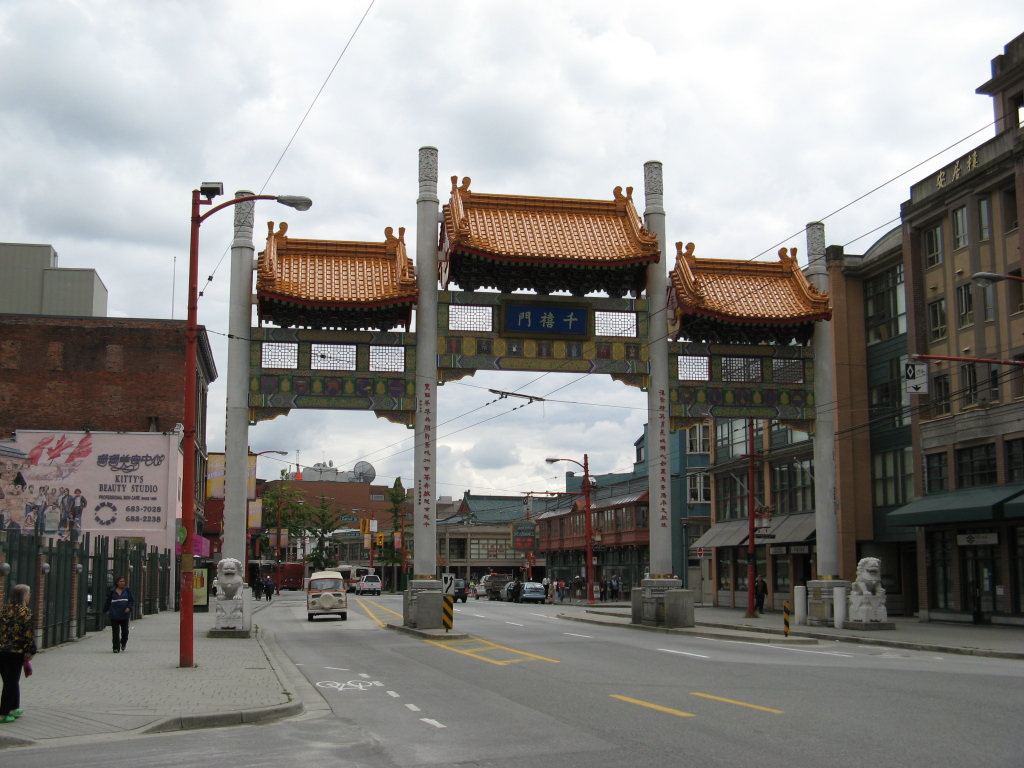
Чайнатаун Ванкувера

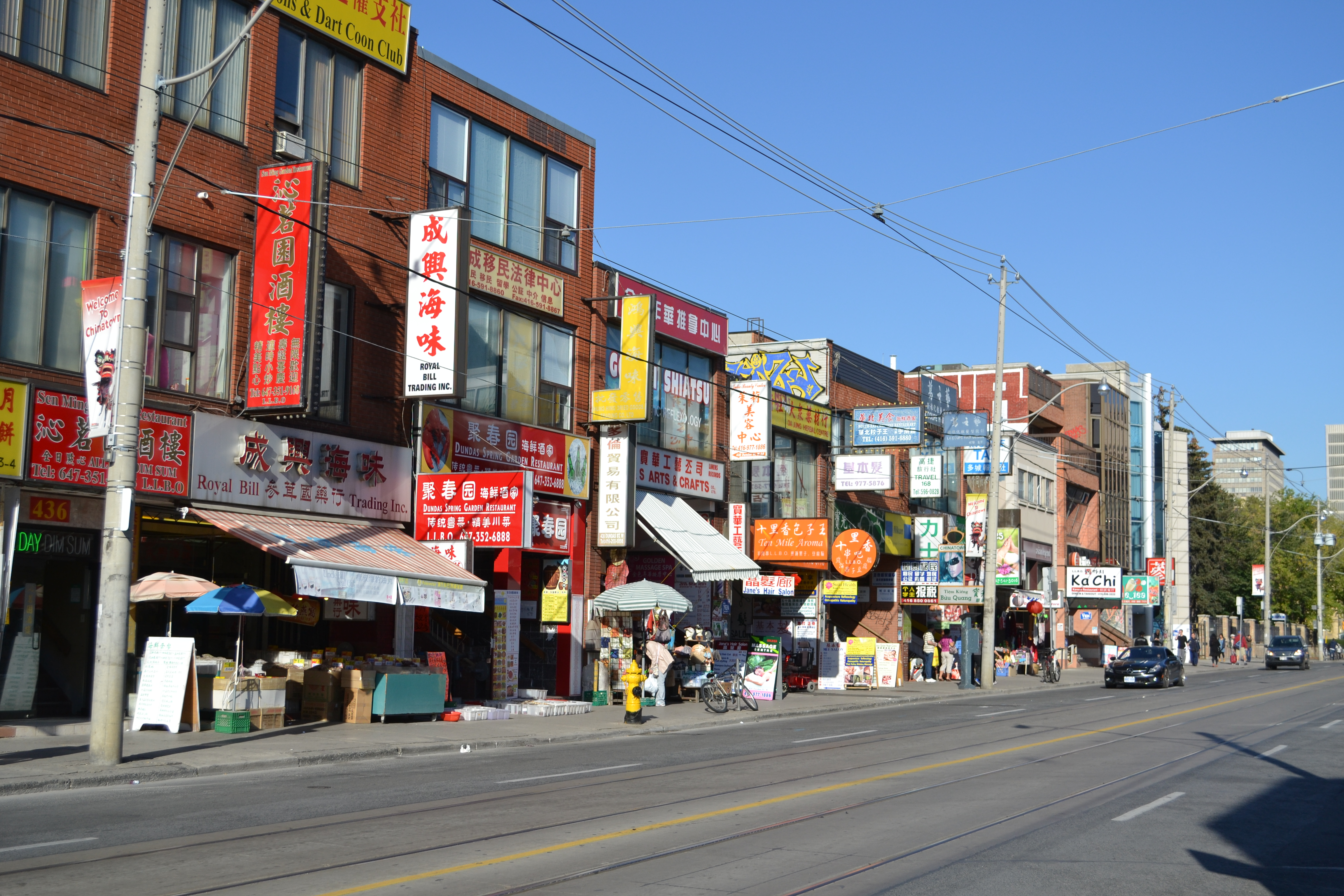
Чайнатаун Торонто

Потрясения XIX и начала XX века вынудили многих жителей Гуандуна мигрировать за границу в поисках лучшей жизни. Крупнейшая волна кантонской эмиграции началась во второй половине XIX века, когда Южный Китай сильно пострадал в результате Первой опиумной войны (1839–1842), Тайпинского восстания (1850—1864), войны кланов пунти и хакка (1855—1867), Третьей пандемии чумы (1855—1894) и Второй опиумной войны (1856–1860). Именно кантонцы и фуцзяньцы составляли большинство среди китайских кули. Выезду кантонцев за рубеж способствовали Калифорнийская золотая лихорадка (1848—1855), Австралийская золотая лихорадка (1851—1914), строительство железных дорог в США, расширение плантаций в Южной Америке, Малайзии, на Карибских островах, Гавайях, Суматре и Яве, разработка оловянных рудников на острове Банка.
В первой половине XX века сильный толчок эмиграции дали потрясения, вызванные Синьхайской революцией (1911—1912), Гражданской войной (1927—1936) и японской оккупацией Китая (1937—1945). Поскольку на заработки выезжали преимущественно кантонские мужчины, за рубежом они вступали в межрасовые отношения с местными женщинами (например, с чернокожими женщинами на Карибских островах, с женщинами из числа индейцев в Южной Америке, с тайками в Таиланде или малайзийками в Малайзии). В результате появилось много метисных групп, одной из составляющих которых были кантонцы.
После Второй мировой войны иммиграционное законодательство было несколько смягчено и на Запад устремились уже не только кантонцы-мужчины, но и женщины. Приток кантоноязычных иммигрантов из Южного Китая, Гонконга, Макао и Юго-Восточной Азии позволил сохранить кантонские общины в чайнатаунах США, Канады и Австралии, не дав им раствориться среди говорящих на севернокитайском. Долгое время самым распространённым диалектом в чайнатаунах Северной Америки был тайшаньский.
Основные диаспоры кантонцев расположены в Юго-Восточной Азии (Вьетнам, Камбоджа, Лаос, Таиланд, Малайзия, Сингапур, Индонезия и Филиппины), Северной Америке (США, Канада и Мексика), Европе (Великобритания и Франция), Океании (Австралия и Новая Зеландия), Южной Америке (Венесуэла, Перу, Панама, Куба). В Юго-Восточной Азии крупными центрами кантонской диаспоры являются Сингапур, Куала-Лумпур, Петалинг-Джая, Ипох, Сибу, Сандакан, Хайфон, Хошимин, Бангкок и Джакарта. В Америке кантонцы сосредоточены в Торонто, Ванкувере, Калгари, Сан-Франциско, Сан-Хосе, Лос-Анджелесе, Нью-Йорке и Чикаго, в Европе — в Лондоне и Париже.

## История
Древнейшим населением Южного Китая и Северного Вьетнама являлись племена байюэ (сто юэ), которых многие учёные считают предками современных вьетов и тайцев. Байюэ населяли обширные земли к югу от Южно-Китайских гор, эта территория издревле была известна как Линнань. В 214 году до н. э. армия империи Цинь разгромила племенной союз юэ и присоединила Южный Китай к владениям императора Цинь Шихуанди. Вскоре после смерти императора пришлый китаец Чжао У-ди основал на территории современного Гуандуна государство Наньюэ («Южное Юэ») со столицей в Панью. Чиновничий аппарат Наньюэ состоял преимущественно из китайцев, хотя большинство населения по-прежнему составляли юэ. В 111 году до н. э. войска империи Хань завоевали Наньюэ, что послужило началом новых миграционных волн (пришлые с севера ханьцы заселяли плодородные речные долины и приморские низменности, вытесняя юэ и аувьетов в Индокитай).
Распады империй Хань (III век), Тан (X век), Сун (XIII век) и другие потрясения в Северном и Центральном Китае неизменно порождали новые волны ханьских переселенцев. Они бежали от войн и голода на территорию Гуандуна и Гуанси, постепенно ассимилируя или вытесняя тайскоязычное автохтонное население (потомками этих аборигенов являются чжуаны и буи). Одним из немногих местных государств была Южная Хань, существовавшая в 917–971 годах в эпоху пяти династий и десяти царств. В 1276—1279 годах, спасаясь от монгольского нашествия, в Южный Китай бежали многие представители сунского двора и сопровождавшие их чиновники. Наиболее популярным был миграционный маршрут из долины Янцзы вдоль рек Сянцзян, Гуйцзян и Сицзян. Вторым по значимости был маршрут из долины Янцзы вдоль рек Ганьцзян и Бэйцзян. В эпоху империи Юань население Гундуна продолжало расти за счёт прибытия ханьских беженцев из Центрального и Восточного Китая. Хакка-язычные мигранты перебирались на юг по долине реки Бэйцзян, а минь-язычные мигранты прибывали в Гуандун вдоль морского побережья.
В начале XVI века местные жители стали устанавливать торговые отношения с португальцами, однако с середины XVI века  минские власти запретили контакты с иностранцами и ограничили внешнеэкономическую деятельность кантонских купцов. После установления империи Цин власти начали массовое выселение жителей прибрежных районов Гуандуна вглубь страны. Опасаясь сторонников свергнутой династии Мин, маньчжурские войска разрушали рыбацкие деревни и разоряли хранилища риса, провоцируя таким образом голод и эмиграцию. После отмены запрета на морскую торговлю Гуанчжоу вновь стал крупным внешнеторговым центром Китая, особенно после открытия в 1715 году офиса Британской Ост-Индской компании. После подписания Нанкинского договора в 1842 году Китай уступил британцам Гонконг. Основным населением колонии были китайцы, говорившие на кантонском диалекте, но со временем у них сложился свой локальный диалект.

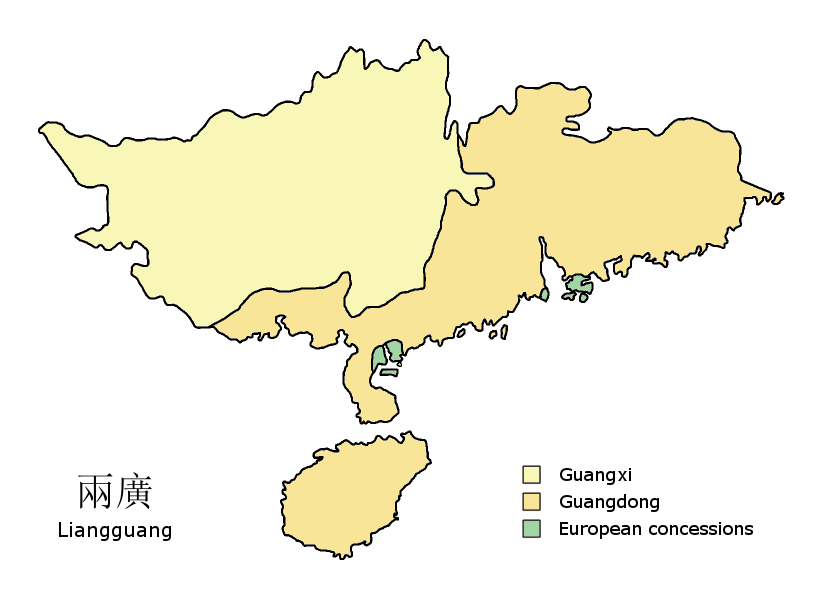
Территория Лянгуана в начале XX века

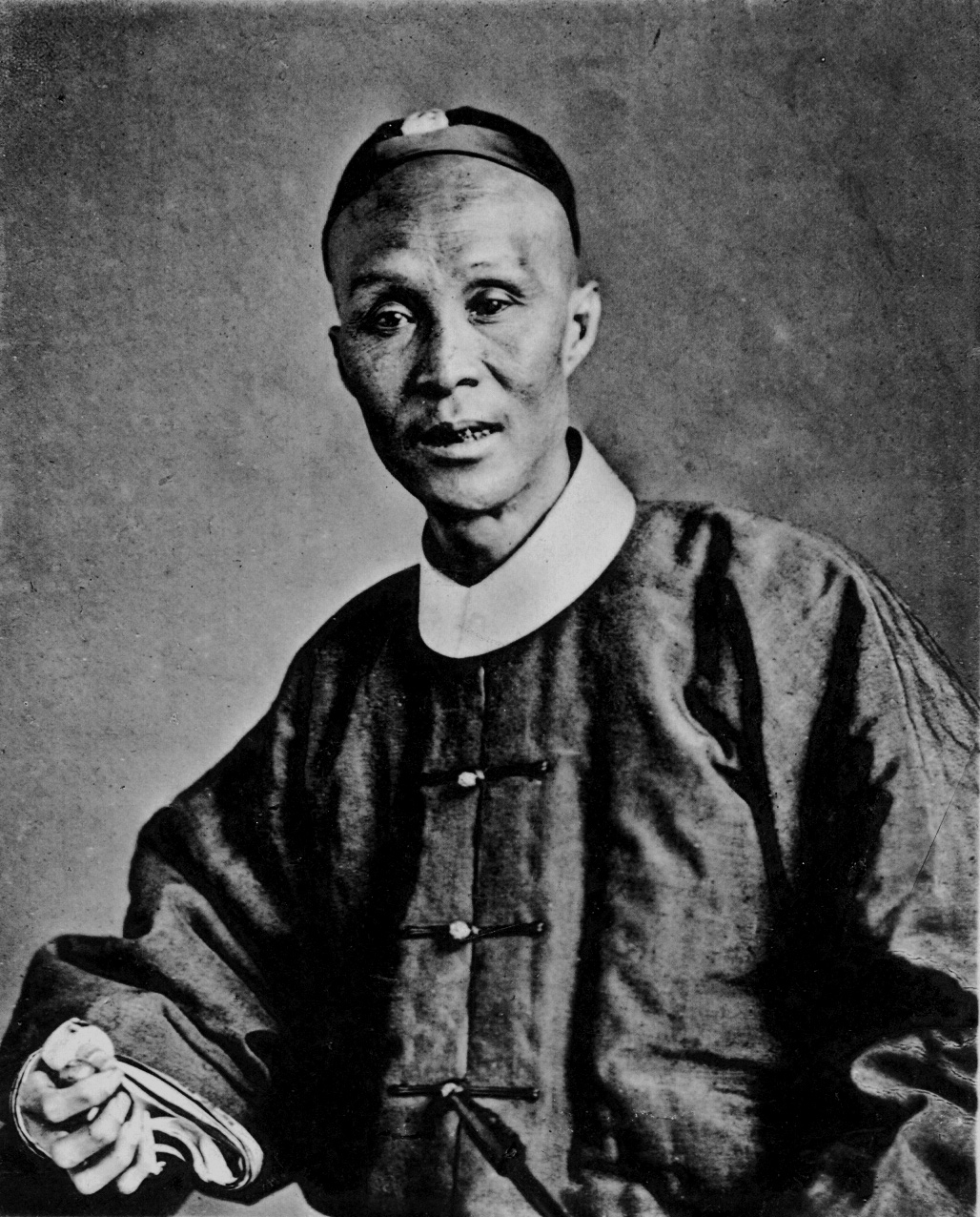
Кантонский мужчина в национальной одежде. Вторая половина XIX века

В периоды династий Мин и Цин нынешние Гуандун, Гуанси и Хайнань находились под властью императорского наместника или вице-короля Лянгуана (в 1452 году император Цзинтай назначил первого наместника Лянгуана). При императоре Чэнхуа резиденция наместника расположилась в Учжоу, при императоре Цзяцзине переехала в Чжаоцин, при императоре Шуньчжи — в Гуанчжоу (в 1655 году вернулась обратно в Учжоу), при императоре Канси — снова в Чжаоцин, при императоре Цяньлуне — снова в Гуанчжоу, где и находилась до 1911 года. Формально вице-король Лянгуана контролировал также Португальский Макао, Британский Гонконг и Французский Гуанчжоувань, которые фактически находились вне юрисдикции цинского Китая. Именно в границах Лянгуана и сформировалась этно-культурная общность ханьцев, известная сегодня под именем «кантонцев».
В конце 1850 года в южном Китае вспыхнуло антицинское восстание тайпинов, которое возглавил гуандунский хакка Хун Сюцюань. К тайпинам примкнули местные антицинские триады, которые в 1854 году напали на маньчжуров в округах Хэюань и Фошань. Этот мятеж, известный в истории как «восстание красных тюрбанов», был подавлен цинскими войсками лишь в 1857 году. Некоторые хакка помогали властям совершать рейды на деревни кантонцев, сочувствовавшие мятежникам, а кантонцы в ответ нападали на тулоу хакка.
На волне этой взаимной вражды в 1855—1867 годах в южном Гуандуне (особенно в районе современного округа Цзянмынь) и отчасти в британском Гонконге разгорелась война между «местными» кантонцами (пунти) и «пришлыми» хакка. Исторически пунти занимали плодородные равнины, а хакка селились на окрестных холмах и в малопригодных для земледелия районах. Со временем взаимная неприязнь и социальное неравенство вылились в череду кровавых столкновений. Стороны конфликта массово разрушали деревни противников, брали в плен уцелевших, продавали мужчин на плантации в Латинскую Америку, а женщин — в бордели Гонконга и Макао. В результате конфликта по различным оценкам погибло около 1 млн человек, несколько миллионов стали беженцами (из-за численного преимущества кантонцев потери хакка были более существенными).
После подавления восстания тайпинов цинские власти высвободили часть войск и прекратили войну между пунти и хакка, с трудом разведя враждующие стороны. Уцелевшие хакка были изолированы в уезде Чиси, выделенном из уезда Тайшань (сегодня входит в состав округа Цзянмынь), остальные были перемещены в провинцию Гуанси. И восстание тайпинов, и конфликт между кантонцами и хакка привели к новой волне беженцев, устремившихся в относительно спокойный Гонконг (напряжённость между пунти и хакка ещё долго сохранялась и на новом месте, и даже в чайнатаунах по всему миру, куда кантонцы и хакка эмигрировали через Гонконг). Кроме того, в Южном Китае сказывались тяжёлые последствия третьей пандемии чумы, которая вспыхнула в 1855 году в провинции Юньнань и на фоне Пантайского восстания быстро распространилась с беженцами, войсками и торговцами на Гуанси, Гуандун, Хайнань и британский Гонконг.
В 1946 году Гуанчжоувань, занимавший часть территории современного округа Чжаньцзян и находившийся с 1898 года под контролем французов, вернулся под суверенитет Китая. В 1952 году власти КНР создали в западной части Гуанси автономную область чжуанов и передали Гуанси ряд приморских районов, ранее входивших в состав Гуандуна. В 1958 году на территории Гуанси был образован Гуанси-Чжуанский автономный район, что несколько ослабило позиции местной кантонской элиты.
В 1988 году остров Хайнань был выделен из состава Гуандуна и учрежден в качестве самостоятельной провинции. В 1997 году Гонконг, находившийся под властью Великобритании с 1841 года, вернулся под суверенитет Китая в качестве специального административного района. В 1999 году соседний Макао, находившийся под властью Португалии с 1557 года, также вернулся под суверенитет Китая в качестве специального административного района. Таким образом, к концу XX века коммунистический Китай установил контроль над всеми бывшими иностранными колониями и концессиями, существовавшими в Южном Китае со времён династии Цин.
С началом политики реформ и открытости Гуандун превратился в главный внешнеэкономический и промышленный центр Китая, известный как «фабрика мира». Сюда хлынули многочисленные трудовые мигранты из Центрального и Северного Китая, говорящие на севернокитайских диалектах. Со временем в районе дельты Жемчужной реки кантонцы оказались в меньшинстве, особенно в таких крупных промышленных центрах как Гуанчжоу, Шэньчжэнь, Дунгуань, Фошань, Чжуншань и Цзянмынь.

## Генетика
Кантонцы происходят от этнических ханьцев Северного и Центрального Китая, которые мигрировали из долины реки Янцзы в Южный Китай, где смешались с байюэ и другими тайскими племенами. Одна из самых значительных волн переселенцев пришлась на правление императора Ван Мана. Согласно современным исследованиям, по отцовской линии у кантонцев преобладают ханьские корни, а по материнской линии — байюэские корни. У жителей Гуандуна и Гуанси, говорящих на диалектах даньцзя и пинхуа, преобладают гены байюэ, а процент ханьских генов очень незначительный. Эти генетические особенности привели к тому, что кантонцы внешне отличаются от других групп ханьцев (у них присутствуют тайские и вьетские черты) и имеют другую подверженность определённым заболеваниям. На дереве генетического родства кантонцы расположены между чжуанами с одной стороны и ханьцами Великой Китайской равнины с другой стороны.

## Язык

Юэ на карте китайских языков и диалектов

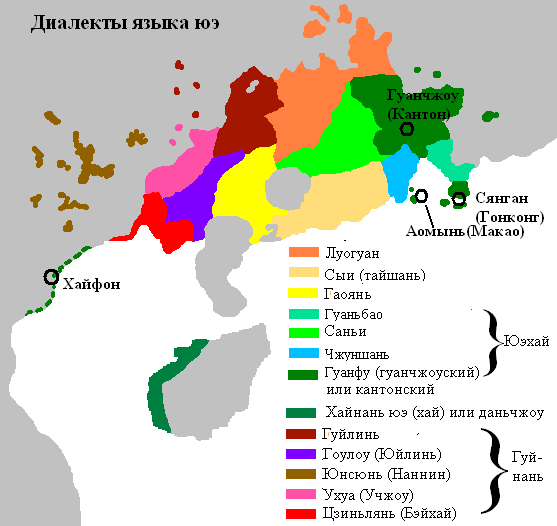
Диалекты языка юэ

Юэ (также известный как «паква», «гуандунский» или «кантонский») является языком большинства населения Гуандуна, Гуанси и Хайнани, несмотря на всё возрастающую роль путунхуа. Гонконг и Макао являются единственными регионами в мире, где кантонский диалект является официальным разговорным языком. Многие жители Гонконга и Макао также владеют английским и португальским языками соответственно. Жители округа Цзянмынь говорят на тайшаньском диалекте, близком к кантонскому.
В результате длительного смешения ханьцев с байюэ язык юэ постепенно китаизировался, соединив в себе многие элементы языков обоих этнических групп. Современный кантонский диалект является литературной формой и престижным диалектом языка юэ. Он сохранил некоторые черты среднекитайского произношения (особенно элементы престижного диалекта эпохи империи Тан) и многие черты давно вымершего языка Наньюэ. Кантонский (гуанчжоуский) диалект является лингва франка для большинства кантонцев Гуандуна, Гонконга, Макао и Гуанси, а также для большой кантонской диаспоры. На кантонском имеется богатая литература (в том числе поэзия) и музыкальная культура (кантонская опера, фольклорные песни и канто-поп).
Центральные власти проводят политику популяризации путунхуа в образовании, культуре и средствах массовой информации. Формально юэ не запрещён, но фактически он ограничен в рамках кинематографа и поп-музыки. Негласным центром культуры на кантонском является Гонконг. Школьное образование на кантонском сохранилось лишь в Гонконге, Макао и некоторых частных школах среди хуацяо.
По состоянию на 2019 год на юэ (кантонском) разговаривало около 85 млн человек, в том числе 80 млн в Китае (включая 6,6 млн в Гонконге и более 500 тыс. в Макао), 1,3 млн в США, 1 млн в Малайзии, 565 тыс. в Канаде, 500 тыс. во Вьетнаме, 280 тыс. в Австралии, 230 тыс. в Сингапуре и 180 тыс. в Индонезии. Наибольшее распространение письменный кантонский язык имеет в комиксах, газетах, журналах, книгах, онлайн-чатах, мессенджерах и социальных сетях. На кантонский дублируются зарубежные фильмы и мультфильмы (особенно аниме). Многие видеоигры (например, Sleeping Dogs и Far Cry 4) имеют кантонские диалоги.

### Диалекты
Юэ делится на две большие ветви — юэхай (диалекты дельты Жемчужной реки, включая кантонский, чжуншаньский, баоаньский, саньи, гуаньбао, даньцзя) и гуйнань (диалекты западного Гуандуна и восточного Гуанси, включая гоулоу, ухуа, гуйлинь, юнсюнь и циньлянь). Между собой диалекты Гуандуна, Гуанси и Хайнани взаимопонимаемы.
- Кантонский (гуанфу или юэхай) — распространён в Гуанчжоу, Дунгуане, Шэньчжэне, Гонконге, Фошане, Чжуншане, Чжухае и Макао.
  - Сигуань — распространён в Гуанчжоу (Ливань).
  - Саньи (наньпаньшунь) — распространён в Гуанчжоу (Паньюй) и Фошане.
  - Чжуншаньский — распространён в Чжуншане, Чжухае и Макао.
  - Гуаньбао — распространён в Дунгуане.
  - Дапэнский — распространён в Дапэне.
  - Баоаньский (вэйтоу) — распространён в Шэньчжэне и Гонконге.
  - Гонконгский — распространён в Гонконге.
  - Макаоский — распространён в Макао.
  - Даньцзя — распространён среди танка в Чжуншане и Макао.
  - Юньфу — распространён в Юньфу.
- Тайшаньский (хойсань или сэйяп) — распространён в Цзянмэне.
- Гаоянский (гаоян) — распространён в Янцзяне и Маомине.
- Логуанский (логуан) — распространён в Цинъюане, Чжаоцине и Юньфу.
- Хайхуа — распространён в Ляньцзяне.
- Гоулоу — распространён в Чжаоцине, Юньфу, Чжаньцзяне и Юйлине.
  - Юйнаньский — распространён в Юйнани.
  - Учуаньский — распространён в Учуане.
  - Юйлиньский — распространён в Юйлине.
  - Бобайский — распространён в Бобае.
- Гуйлиньский — распространён в Гуйлине.
- Ухуанский (ухуа) — распространён в Учжоу.
- Циньлянь — распространён в Бэйхае и Циньчжоу.
  - Фанчэн — распространён в Фанчэнгане.
- Юнсюньский (юнсюнь) — распространён в Наньнине, Гуйгане, Чунцзо и Байсэ.
- Хайнаньский (даньчжоу или хай) — распространён в Даньчжоу, Чанцзяне и Дунфане.

Хойчжоуский диалект распространён в округе Хойчжоу и имеет много заимствований из кантонского и хакка. Кроме диалектов языка юэ, в Гуандуне говорят также на чаошаньском, лэйчжоуском, тухуа и хакка, а в Гуанси — на юго-западном севернокитайском языке. В местах проживания смешанного населения или на границах ареалов крупных языковых групп существует множество разговорных диалектов, имеющих заимствования из юэ, пинхуа, южноминьского, хакка, сян и севернокитайского.

## Религия

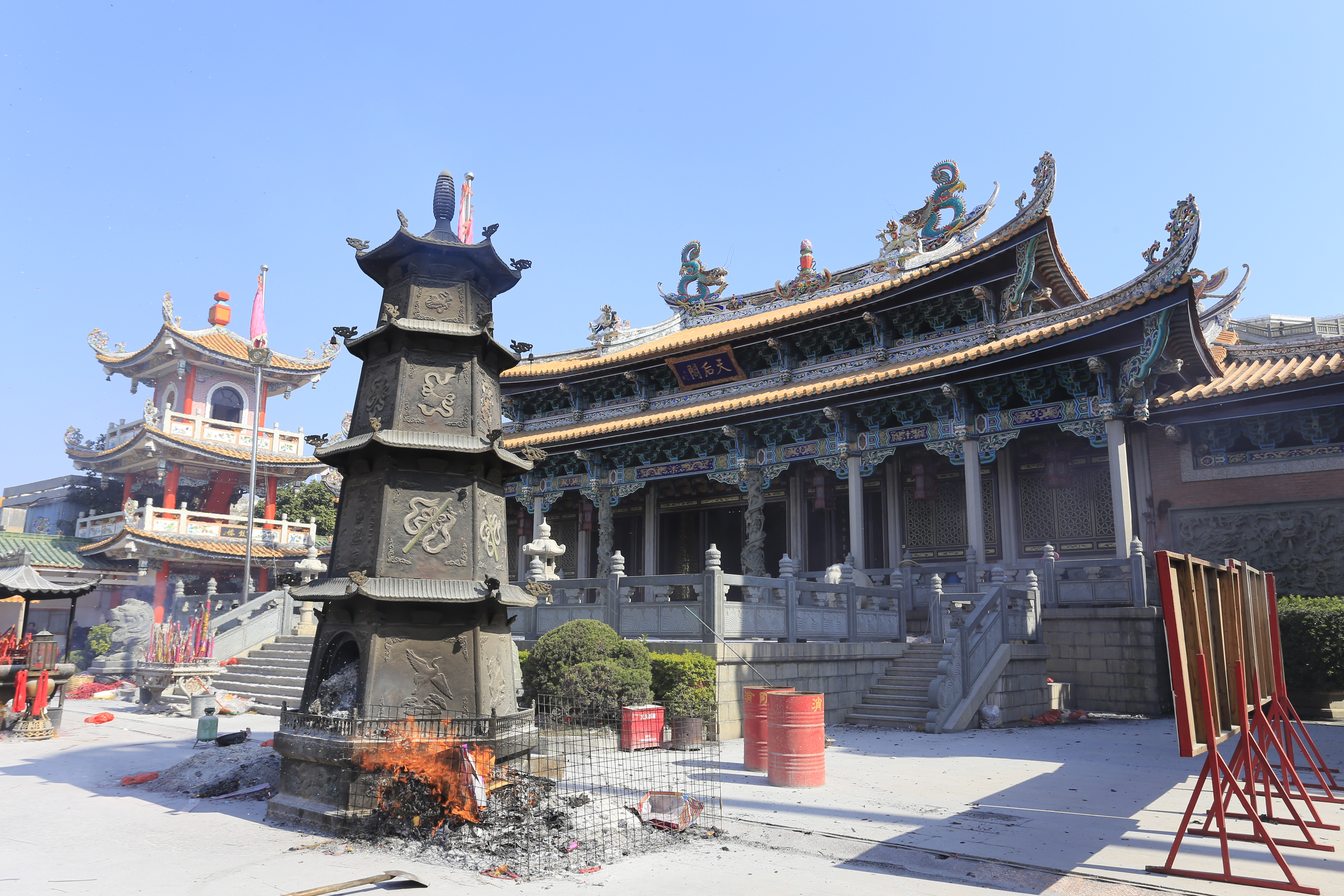
Храм Мацзу в Шаньвэе

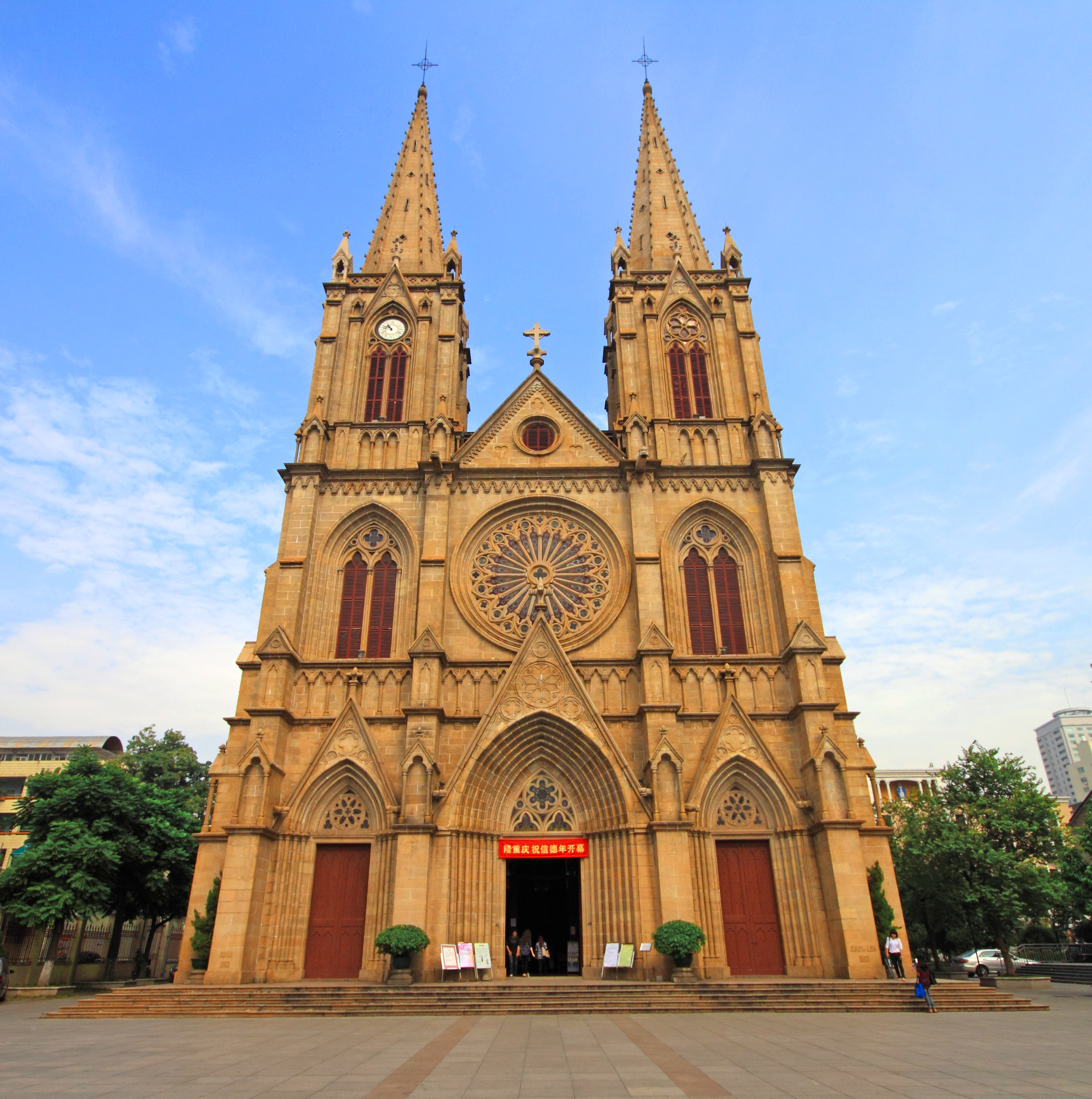
Кафедральный собор в Гуанчжоу

Со времён империи Цин экономическим центром области Линнань был портовый город Гуанчжоу, который связывал дельту Жемчужной реки с внутренними районами Гуандуна и Гуанси через разветвлённую сеть рек и каналов. В эпоху империи Тан Гуанчжоу стал крупнейшим портом Китая, куда прибывали корабли из Аравии, Индии и Индокитая. Помимо товаров, иностранные купцы распространяли в Гуандуне и новые религиозные течения, в том числе ислам. Прибытие в эпоху династий Мин и Цин европейцев ознаменовалось распространением различных течений христианства. Католицизм укрепился в португальском Макао и французском Гуанчжоуване, а протестанизм — в британском Гонконге и районе Тринадцать факторий в Гуанчжоу.
Большинство кантонцев как в Китае, так и за рубежом исповедуют буддизм махаянской ветви и народную религию с элементами даосизма, конфуцианства и культа предков. В регионе широко отмечают дни рождения Будды Шакьямуни и Гуаньинь. Некоторое влияние сохраняет буддийская секта ваньмунь или юньмэнь, появившаяся в Линнане в эпоху династии Сун (является одной из пяти ранних школ чань-буддизма). Среди храмов преобладают буддийские и даосские, конфуцианских храмов относительно немного. Родовые залы (святилища) влиятельных родов (кланов) расположены во всех деревнях и старых кварталах Гуандуна и Гуанси. Также популярны храмы богам-покровителям городов, деревень и профессий (особенно святилища Мацзу и Хун Шина — покровителей рыбаков и моряков, а также святилища Вонг Тайсиня — божества исцеления).
Кроме того, имеются значительные общины последователей католицизма и протестантизма, а также небольшая община мусульман, состоящая преимущественно из хуэй. Общины католиков Гуандуна, Гонконга, Макао, Гуанси и Хайнаня объединены в ряд префектур, архиепархий и епархий (апостольская префектура Гуйлиня, апостольская префектура Хайнаня, архиепархия Гуанчжоу, епархия Гонконга, епархия Макао, епархия Цзянмэня, епархия Бэйхая, епархия Шаочжоу, епархия Цзяина и епархия Шаньтоу).
Среди кантонцев сохраняется вера в колдунов, астрологов и гадалок. Популярны различные магические ритуалы, составление гороскопов, гадания на картах.

## Культура

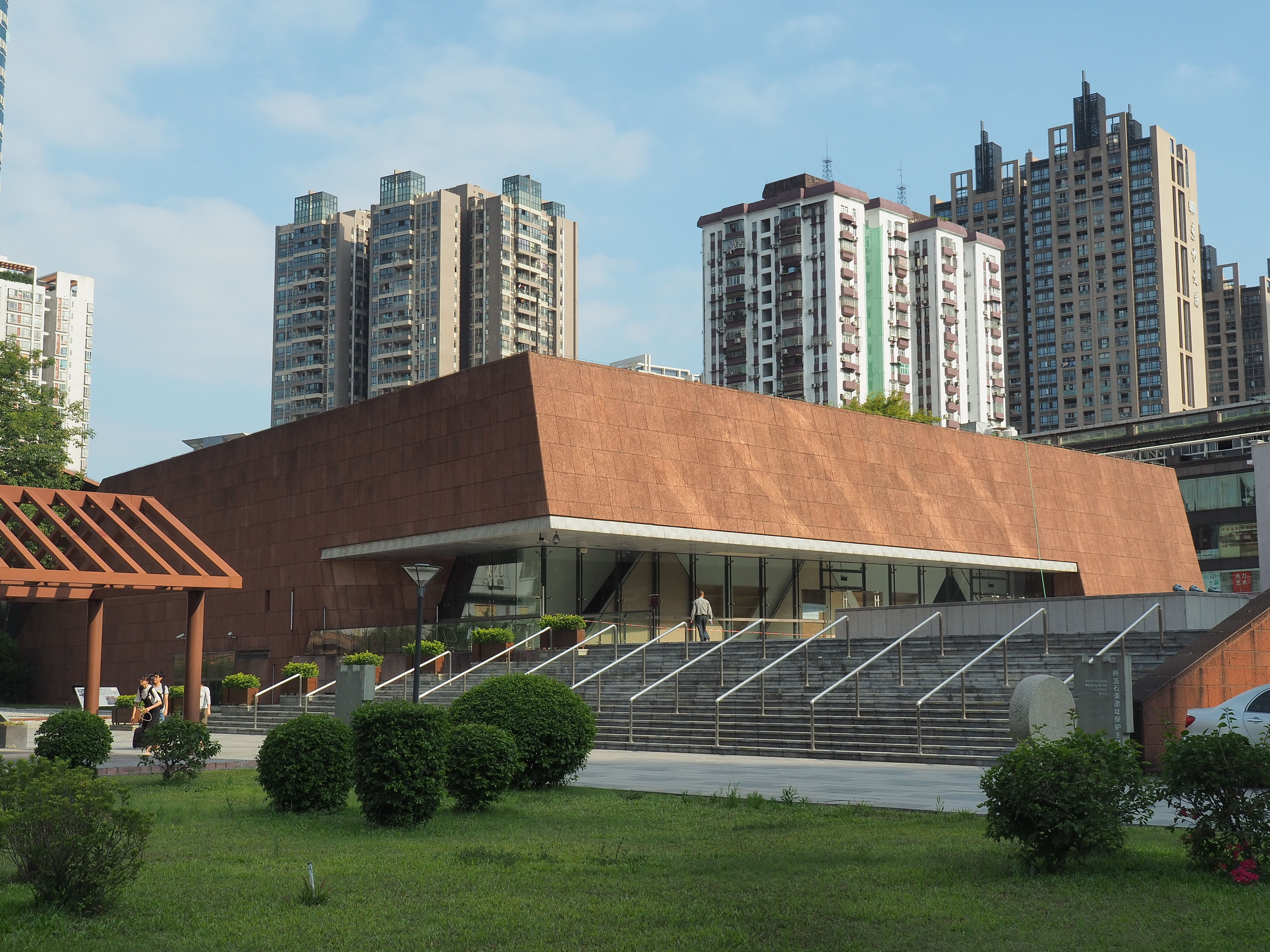
Музей в Гуанчжоу на месте раскопок царского дворца Наньюэ

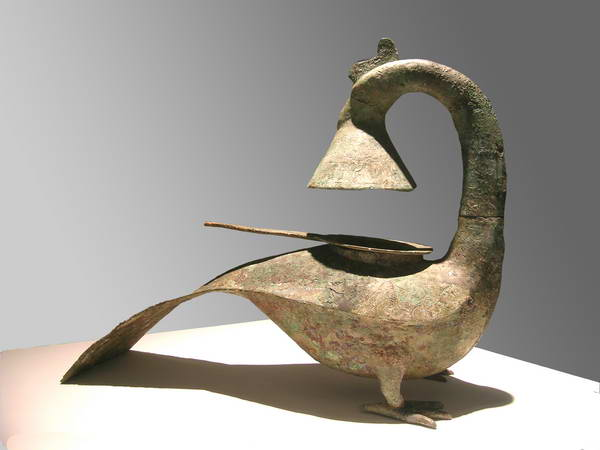
Бронзовая лампа в форме Феникса эпохи Наньюэ

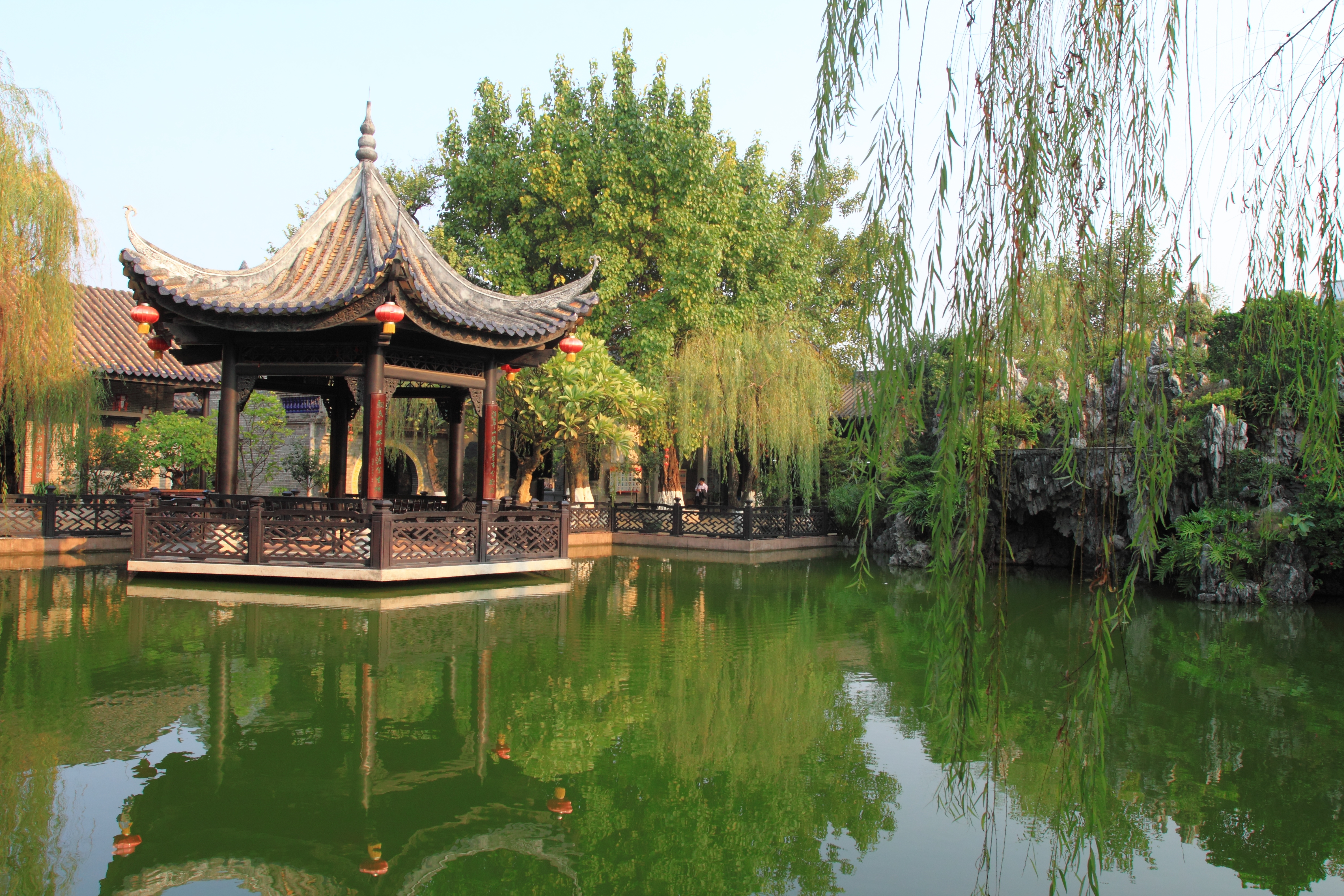
Традиционный павильон в саду Гуанчжоу

Во II век до н. э. территория нынешних Гуандуна, Гуанси и Северного Вьетнама входила в состав государства Наньюэ, населённого преимущественно народами байюэ. Судя по артефактам, найденным в гробнице Чьеу Ван-выонга, культура Наньюэ находилась под заметным влиянием царства Чу, империи Хань и Ордосской культуры. Юэ широко пользовались колесницами, нефритовыми изделиями, бронзовыми, серебряными и золотыми сосудами, бронзовыми лампами, зеркалами и колокольчиками, железным оружием, шёлковыми нитями, знали лакировку, наносили настенные рисунки и приносили человеческие жертвы. Благодаря международной торговле, при дворе правителя Наньюэ имелись ценные изделия из Хань, Персии и Греции.
В эпоху империи Тан произошла сильная китаизация культуры местного населения. В эпоху династии Южная Сун Гуанчжоу превратился в важный культурный центр, куда стекались учёные, писатели и художники из захваченного чжурчжэнями Северного Китая. Здесь зародились местные стили литературы, музыки и оперы на языке юэ, случился расцвет народных песен и народной литературы на кантонском диалекте. Новый приток ханьцев на юг случился во время расширения монгольской империи Юань.
Несмотря на масштабную китаизацию, произошедшую в эпоху Тан и Сун, Линнань сохранял значительное число элементов культуры юэ. Об этом свидетельствовали многие северокитайские поэты и прозаики, которые описывали регион как «варварский», а язык, на котором разговаривало местное население, как «неразборчивый» и «странный». Танский философ и историк Хань Юй описывал тогдашних кантонцев как людей, имевших «птичий язык и варварское лицо». В эпоху династии Мин Гуанчжоу превратился в важный военный и торговый форпост империи на юге. Кроме того, город служил тем местом, где кантонская культура впервые соприкоснулась с западной культурой и где китайские философы познакомились с догматами католицизма.
Массовая эмиграция из Гуандуна и Гуанси во второй половине XIX — первой половине XX века способствовала тому, что кантонский и тайшаньский диалекты стали доминирующими в чайнатаунах Западного мира (сами же чайнатауны по-китайски стали называться 唐人街, что переводится как «улица народа Тан»). В эмиграции многие кантонцы старались сохранить родной язык и культуру.
Во второй половине XX века крупнейшим культурным центром кантонцев стал Гонконг. Популярность гонконгских средств массовой информации, музыки и кинематографа (особенно телесериалов и фильмов о кунгфу) оказывала значительное воздействие на продвижение кантонской культуры и языка не только в Китае, но и во всей Восточной Азии. Тем временем в материковом Китае власти всячески поощряли севернокитайский язык, особенно в сфере школьного образования. Даже на местном телевидении Гуанчжоу время программ на кантонском постоянно сокращается за счёт расширения вещания на севернокитайском. После подавления в Гонконге массовых протестов 2014 года власти КНР ещё более усилили цензуру кантонской культуры.
Современная кантонская культура, также известная как Линнаньская культура, преобладает в Гуандуне, а также широко представлена в Гуанси и на Хайнани. Она сохранила обширный пласт культурного наследия эпохи Тан и Сун, которое не сохранилось в других регионах Китая. Тремя столпами кантонской культуры являются кантонская опера, кантонская музыка и кантонская живопись (некоторые с долей юмора добавляют к этому перечню ещё и кантонскую кухню). Гонконг и Макао обладают уникальным синтезом кантонской и западной культур, именно к этим городам применимо определение «место, где Восток встречает Запад». Кроме того, в мультикультурном Гонконге имеется определённое влияние японской, корейской и тайваньской культур, а благодаря многочисленным иммигрантам — и культуры Юго-Восточной Азии.

### Архитектура

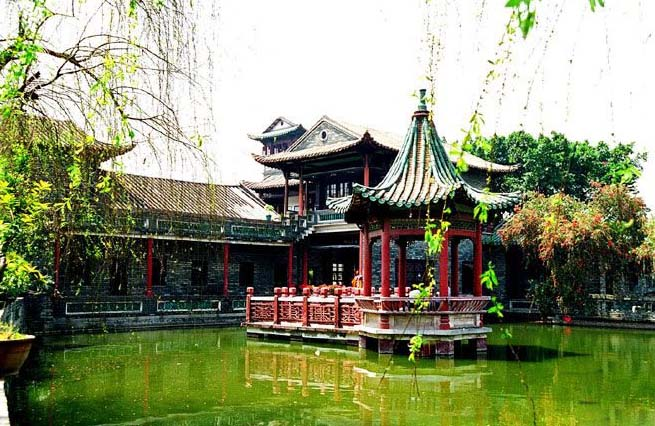
Традиционный павильон в саду Дунгуаня

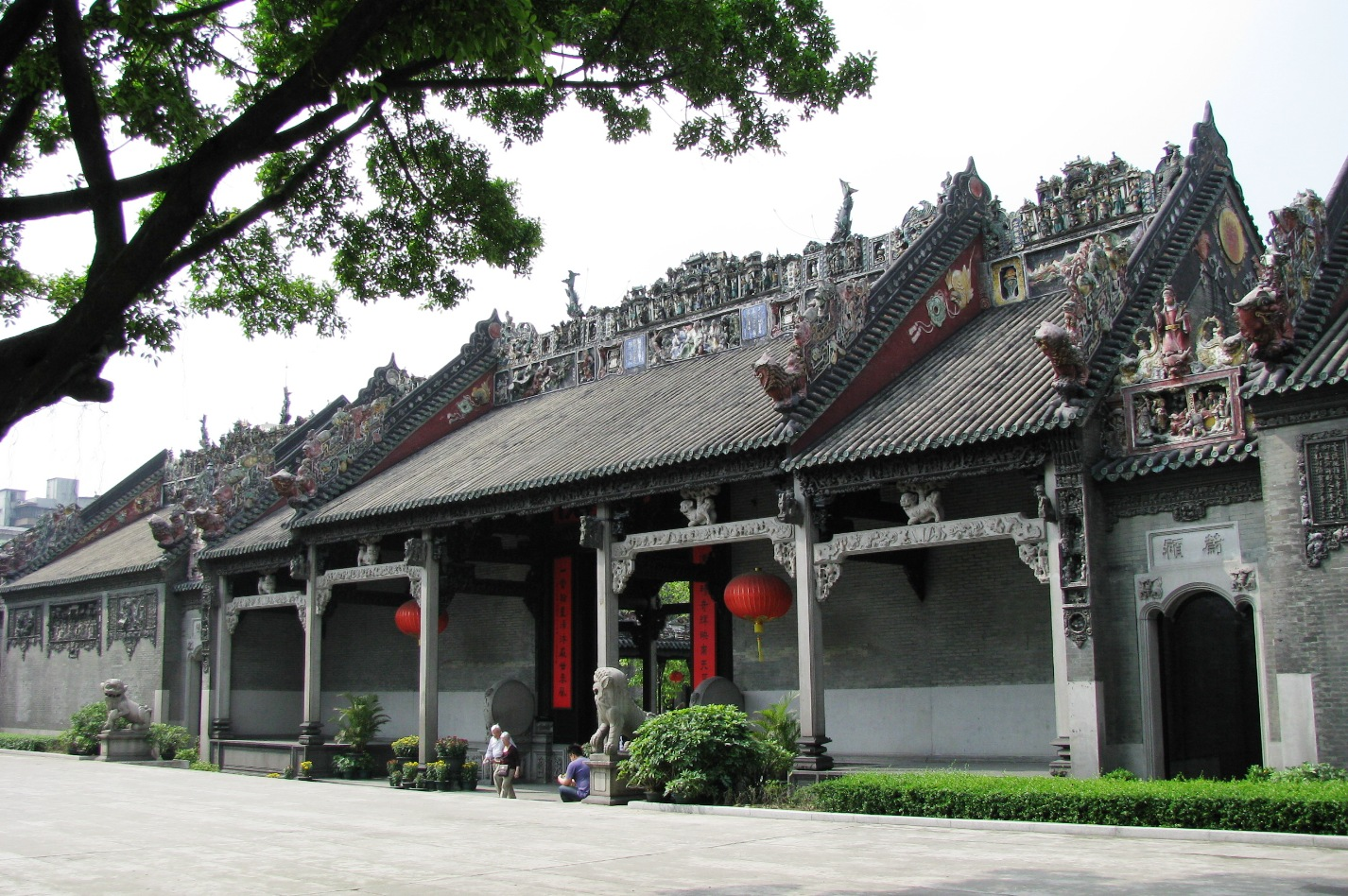
Зал предков клана Чэнь в Гуанчжоу

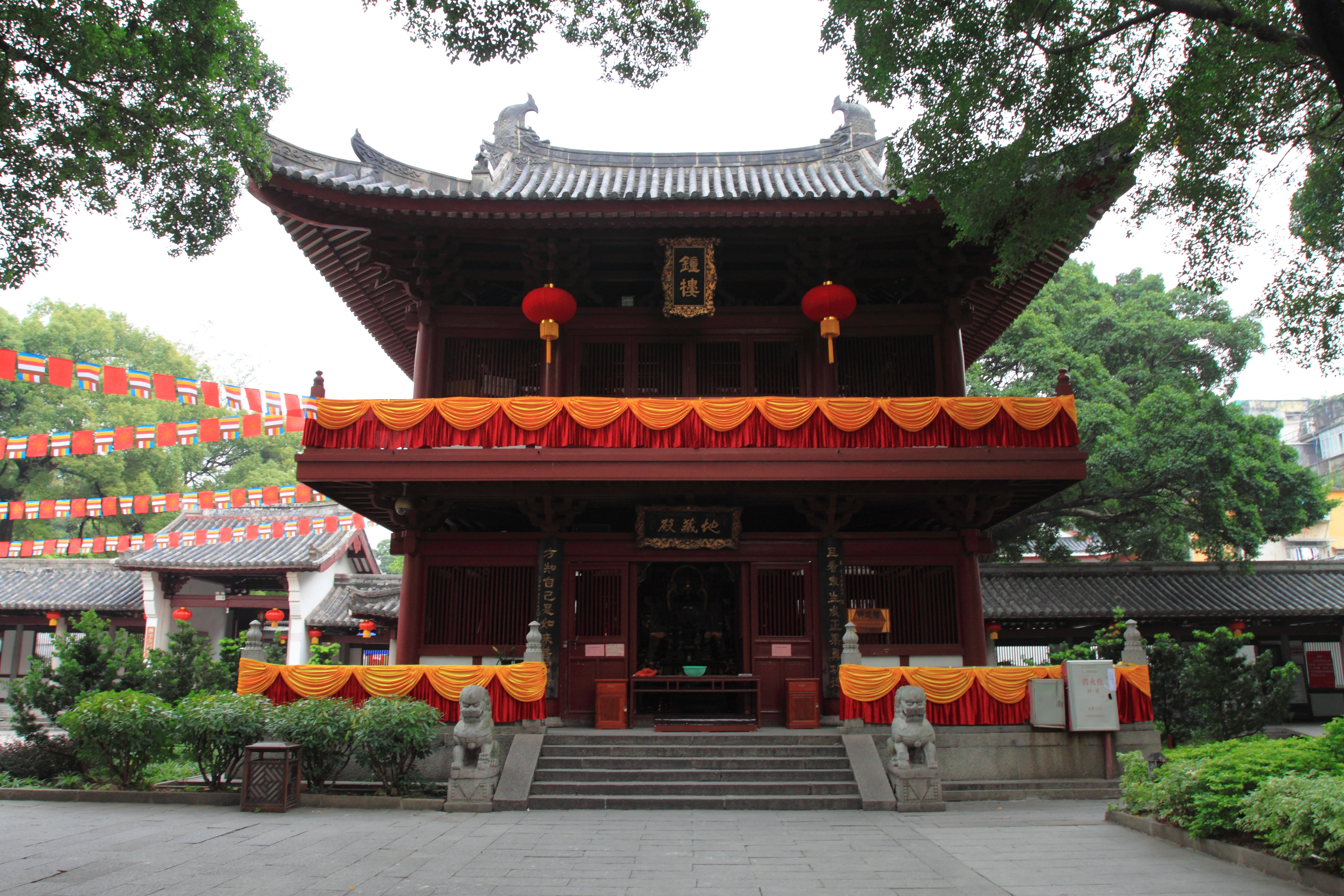
Храм Гуансяо

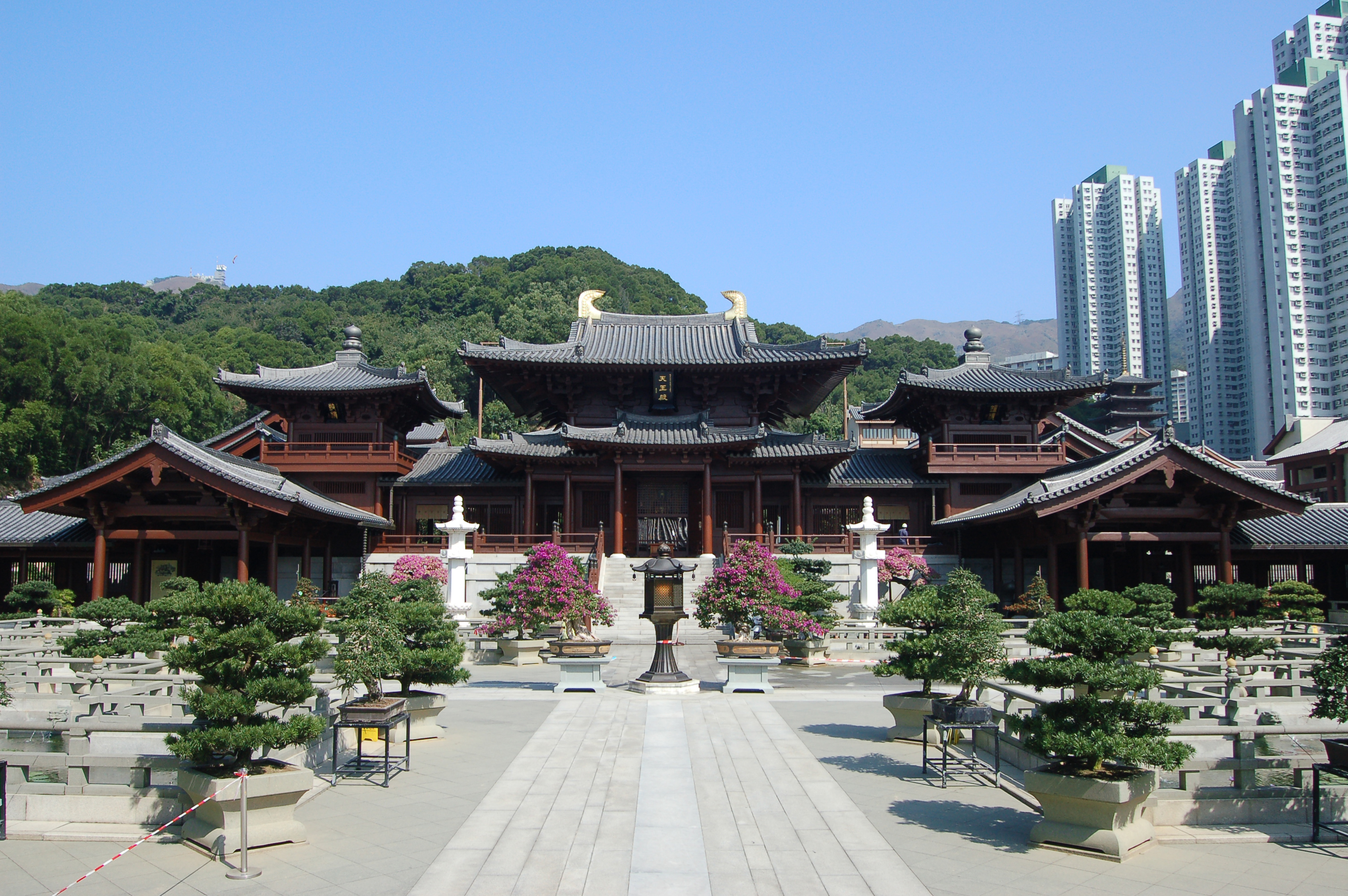
Монастырь Чилинь

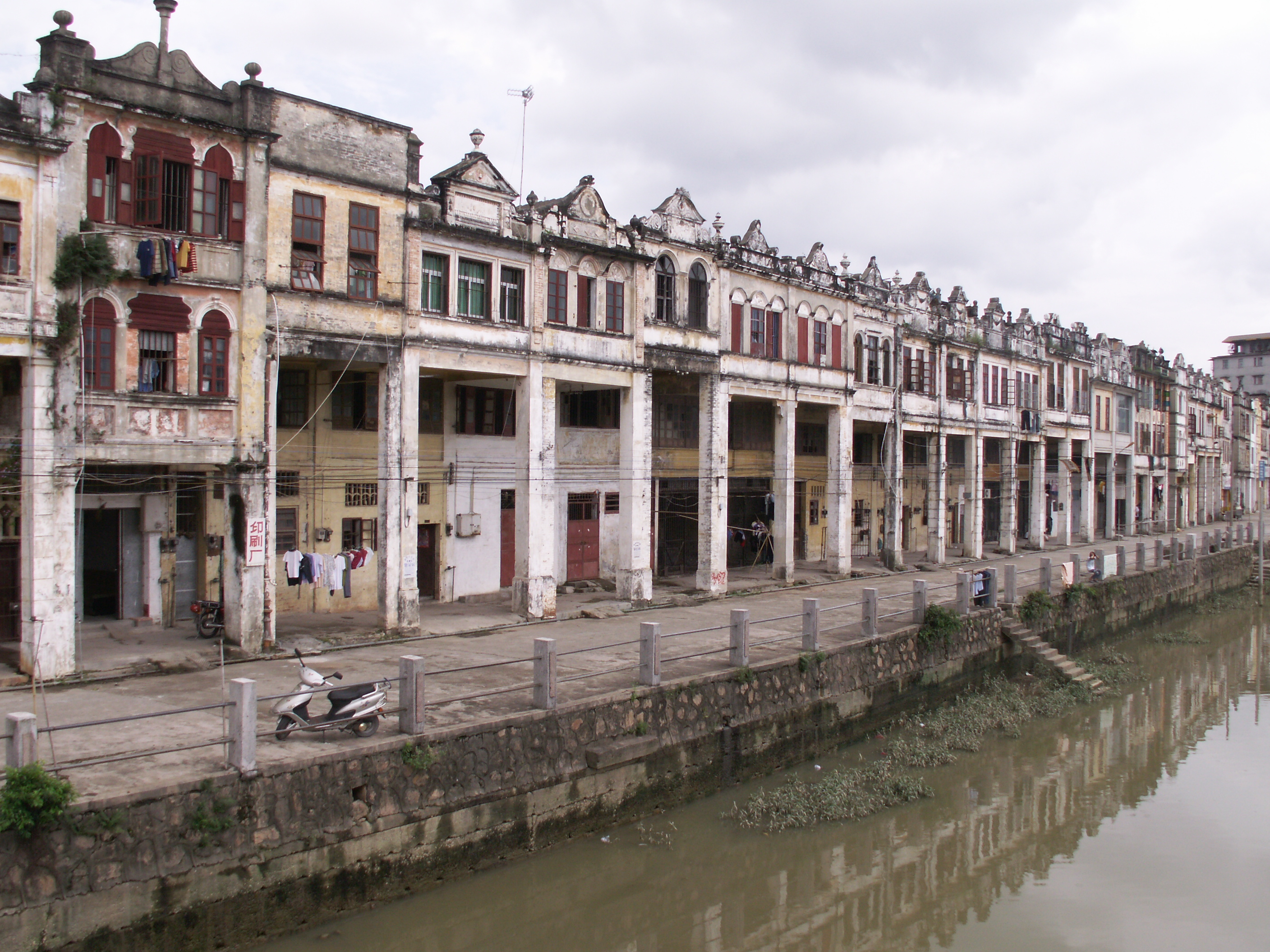
Улица вдоль канала в Кайпине с домами в стиле тун-лау

Кантонская или Линнаньская архитектура является традиционной архитектурой Гуандуна и Гуанси. Она впитала в себя архитектурные элементы древних государств, процветавших на территории Южного Китая (Наньюэ, Тан, Сун и Мин), а также оказала значительное влияние на архитектуру соседних народов — чаошаньцев, хакка и чжуанов. Кантонцы издревле адаптировали свою архитектуру под местный субтропический климат, для которого характерны летняя жара, сезон дождей и частые тайфуны, используя материалы, устойчивые к плесени и влаге. Классический кантонский стиль начал складываться в XIV веке, после завершения китаизации Южного Китая. Для классического стиля кантонской архитектуры характерны белый и зелёный цвета, пайлоу, внутренние дворы, сады для уединения с павильонами и прудами, большое количество открытых пространств (балконы и веранды), рельефной резьбы и скульптур; однако кантонцы традиционно избегали  круглых форм.
Большое влияние на классический кантонский стиль оказывали каноны фэншуя. Родовые залы и жилые дома Линнаня ориентировались на юг, что, согласно поверьям, приносит процветание. Центральные двери (цзунмунь) предназначались для знатных гостей, за ними часто имелись вторые двери; все остальные входили в дом через боковые двери (цзакмунь). В переулках часто встречались узкие двери (аймунь), которые открывали днём и закрывали после захода солнца. Они предназначались для охраны кварталов от бандитов и других кланов. В пределах больших домов существовали крытые и открытые узкие коридоры, известные как «холодная аллея» (лаанхун) и «облачная аллея», предназначенные для вентиляции и охлаждения зданий.
Храмы и родовые залы кантонцев богато украшались резьбой по камню, кирпичу и дереву, а также глиняными, каменными и деревянными скульптурами. Темами такого декора обычно выступали герои и сюжеты из китайской мифологии и кантонского фольклора. Одним из самых популярных персонажей являлся лев-страж, оберегавший вход в жилой дом или квартал. Для жилой архитектуры Линнаня типичной планировкой являлись «три комнаты и два коридора». Так как внешние окна были маленькими, для достаточного освещения помещений в потолках делали отверстия. Характерным элементом кантонских жилых домов были wok yi uk («дом с ушами вок») — пара изогнутых стен, выступающих вертикально на обоих концах крыши. Этот элемент, защищавший крышу от солнечных лучей, возник в эпоху Мин и полагался только знатным особам. Многие сельские дома с внешней стороны покрывали устричными раковинами, что помогало уберечь стены от жары, влаги и насекомых.
Типичным образцом классической кантонской архитектуры является Зал предков клана Чэнь, построенный в Гуанчжоу в конце XIX века. Он служил храмовым комплексом и академией для членов рода со всего Гуандуна (здесь подростки клана Чэнь готовились к императорским экзаменам). Позже в комплексе из 19 зданий, девяти залов и шести дворов размещались промышленный колледж и средняя школа, сегодня его занимает Гуандунский музей народного искусства. Здания, крыши и галереи бывшей академии известны своей тонкой резьбой по камню, кирпичу и дереву, а также глиняными и чугунными скульптурами.
Хотя оригинальных построек, датированных эпохой Тан, в Линнане не сохранилось, танский стиль довольно популярен в Южном Китае. В отличие от классической кантонской архитектуры, которая отдавала предпочтение зелёным кирпичам, здания в танском стиле строились преимущественно из дерева. Архитекторы, работавшие в танском стиле, стремились создать ощущение грандиозности, используя криволинейные крыши и яркие цвета, в то время как архитекторы классического кантонского стиля возводили прямоугольные постройки в бледных цветах. Комплексы в танском стиле имеют упорядоченное расположение зданий и схожи с буддийскими храмами Киото, которые также строились под влиянием танской архитектурной школы.
Ярким примером танской архитектуры Линнаня является буддийский храм Гуансяо, основанный в Гуанчжоу в 233 году. В древности Гуансяо служил местом остановки монахов-миссионеров, прибывавших в Южный Китай из Индии и стран Юго-Восточной Азии, а также важной философской школой, где зарождались различные течения буддизма и переводились на китайский многочисленные религиозные трактаты. В 1482 году по инициативе императора Чэнхуа храм получил своё нынешнее название. В архитектурном плане представляют интерес зал Махавира, большая колонна Сострадания, пагода Закопанных волос, Восточная и Западная железные пагоды. Также в танском стиле построен женский буддийский монастырь Чилинь, основанный в Гонконге в 1934 году. В деревянном храмовом комплексе имеются 16 залов с многочисленными статуями, библиотека, пагода, барабанная башня и классический китайский сад, открытый для посетителей.
С конца XIX века в Южном Китае стали возводить тунлау (или кэлау) — многоквартирные жилые дома с балконами по фасаду и магазинами и конторами на первом этаже. Стиль тунлау возник под влиянием европейской архитектуры и впитал в себя черты эдвардианского стиля и баухауса. Другим характерным стилем жилых домов Гуандуна были укреплённые многоэтажные особняки дяолоу, возводимые богатыми хуацяо преимущественно в сельской местности. Самостоятельным стилем китайского садово-паркового искусства является Линнаньский сад, для которого характерны пышные субтропические растения, внутренний двор, павильоны, скульптуры, искусственные водоёмы, водопады, островки и скалы. Линнаньские (кантонские) сады делятся на императорские, частные и публичные.

### Изобразительное искусство

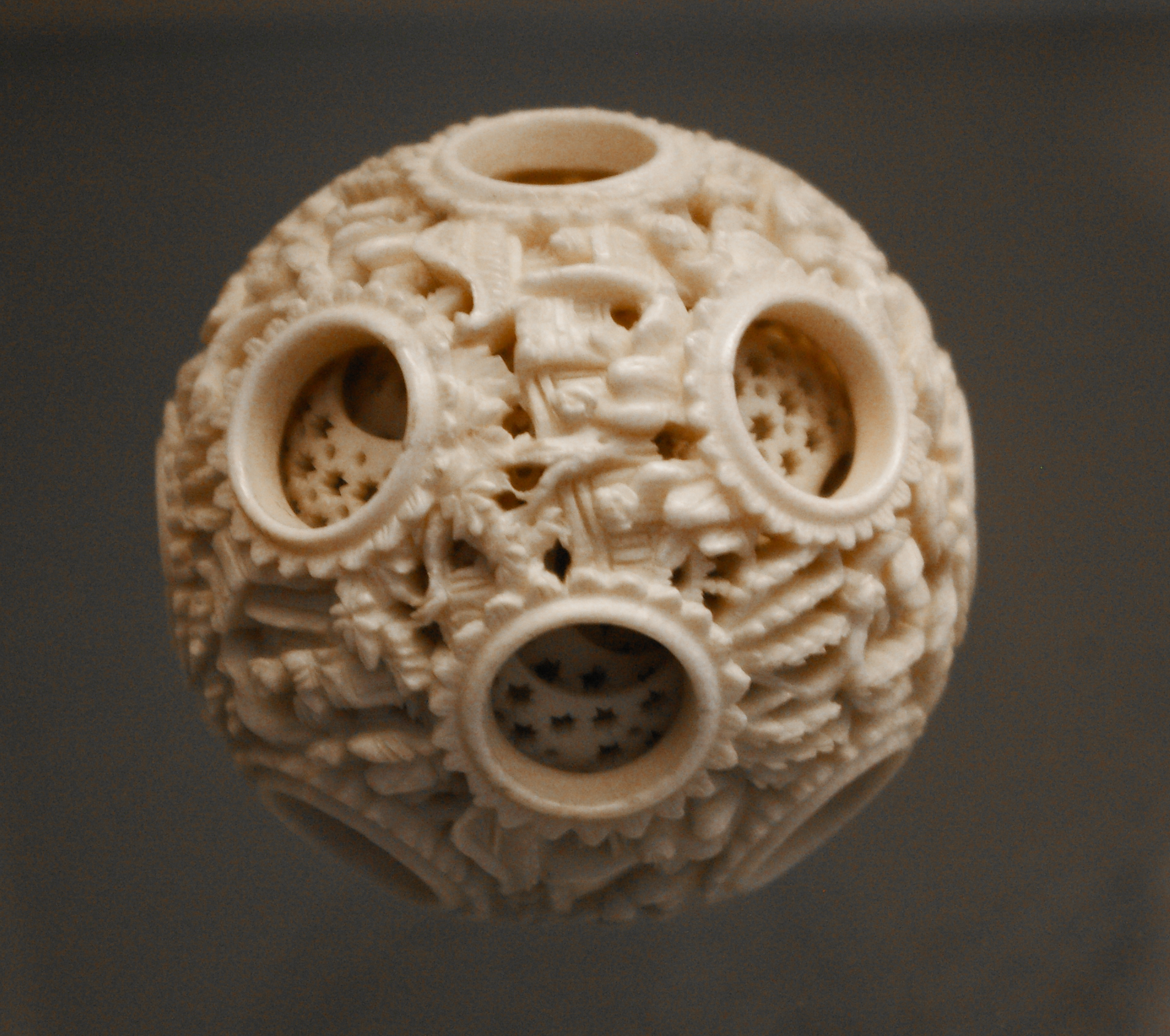
Шарик из слоновой кости XIX века

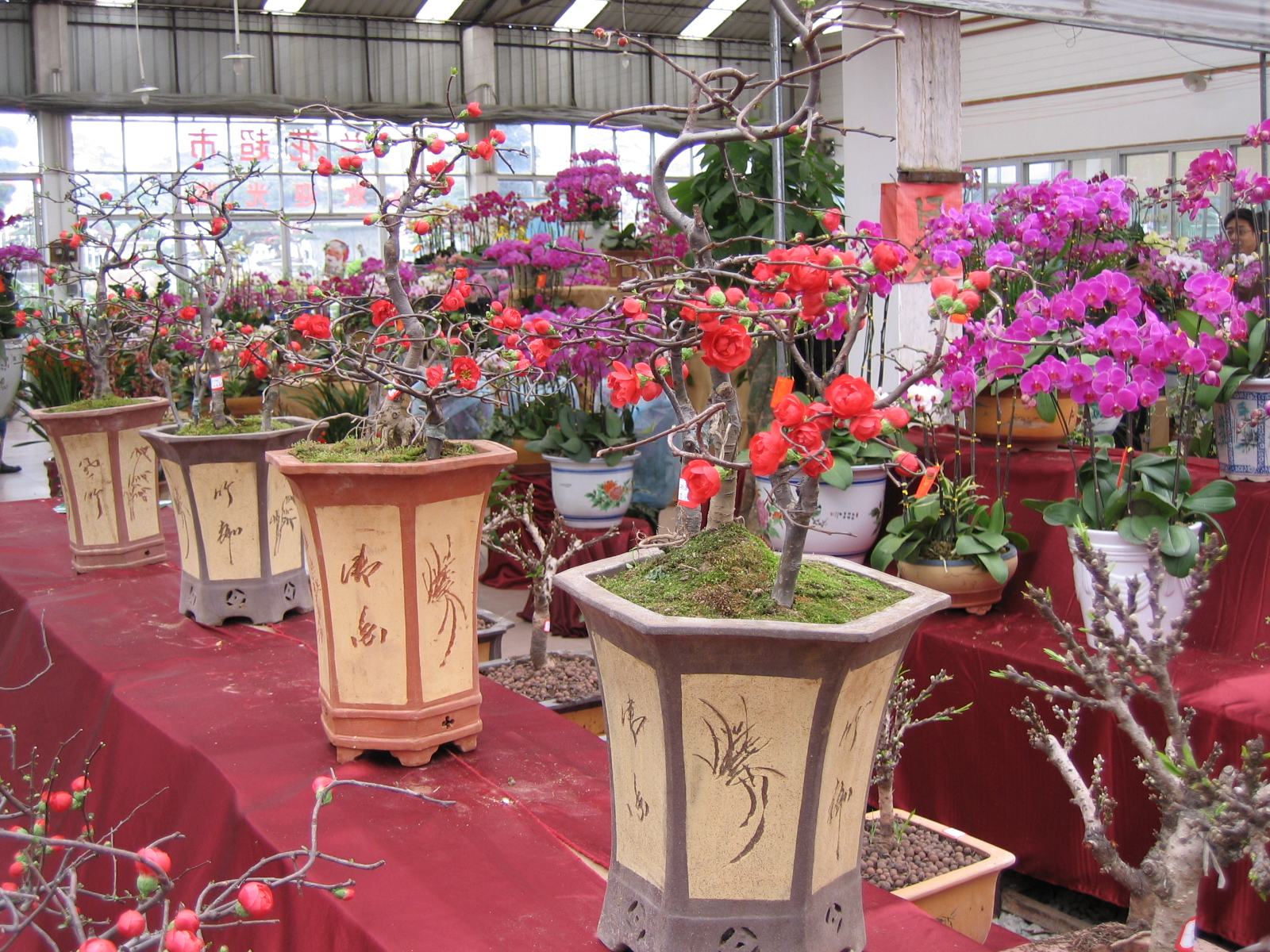
Кантонский стиль пэньцзиня

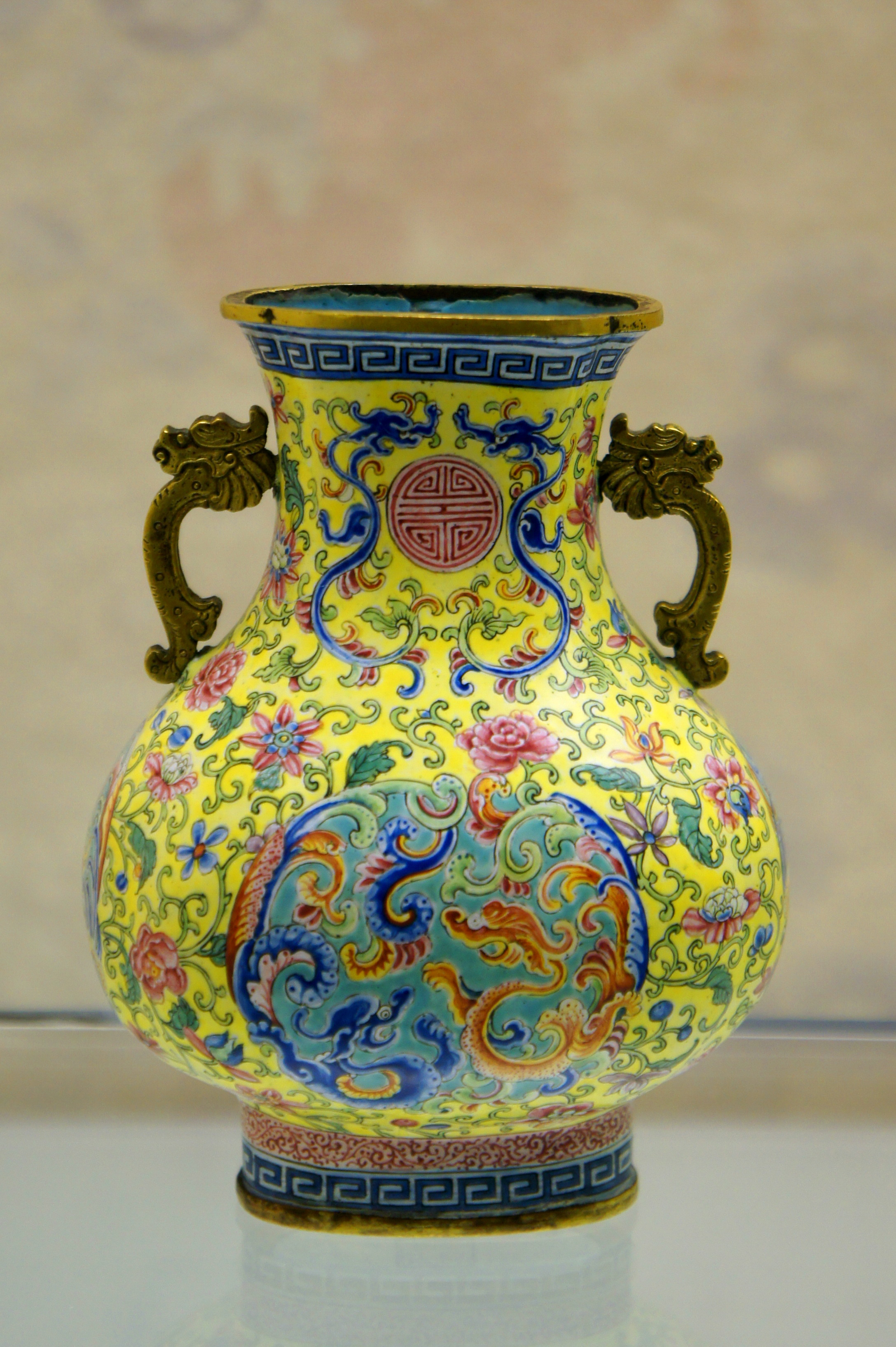
Кантонская ваза, покрытая эмалью

Царство Наньюэ славилось своими бронзовыми сосудами, скульптурами, керамикой и изделиями из нефрита. Китаизация региона в эпоху династий Тан и Сун лишь придала изящности местному изобразительному искусству. Сегодня кантонцы славятся изготовлением изящных ремесленных изделий — скульптур, фарфора, вышивки, резной мебели, узоров, вырезанных из бумаги, и воздушных змеев.
Кантонская резьба по слоновой кости славится изготовлением статуэток, шахматных фигур и шаров-головоломок (они имеют многочисленные внутренние слои, вращающиеся независимо от друг друга). Также большую известность имеет кантонская резьба по нефриту, на которую оказали существенное влияние школы эпохи Наньюэ и Тан. Особо выделяется техника лаусик, мастера которой сохраняют цвета оригинальных камней. Современная резьба по нефриту часто используется в ювелирных украшениях.
Кантонская вышивка (она же гуандунская вышивка или вышивка юэ) зародилась в эпоху Тан и является одной из четырёх великих школ вышивки в Китае. Крупнейшие центры вышивки расположены в Гуанчжоу и Чаочжоу. Отличительными чертами кантонской вышивки являются сложная техника, полнота композиции, яркие цвета и образы природы. Кантонцы издревле вышивали шерстяные гобелены, шёлковые ткани, одежду и обувь, используя при этом бисер, золотые и серебряные нити.
Кантонский или Линнаньский пэньцзин зародился в XV веке, но мировое признание получил только в начале XX века. Кантонские мастера пэньцзиня используют особую технику обрезки, строго следят за пропорциями между стволом и ветвями, стараются найти гармонию между «натуральностью» и «искусственностью» растения, а также делают упор на эстетическое соответствие горшка растению.
Линнаньский стиль каллиграфии зародился в эпоху империи Хань и с тех пор характеризовался искусствоведами как «смелый и романтический». Однако, из-за жаркого и влажного климата региона бумага быстро портилась, в результате чего до наших дней дошло очень мало древних рукописей. В эпоху империи Мин стали популярными каллиграфические поэмы, украшенные изысканной живописью. Одним из самых известных кантонских каллиграфов минской эпохи был Чэнь Байша. Сегодня крупнейшие коллекции линнаньской каллиграфии хранятся в музеях Гонконга и Гуанчжоу, а также в частных коллекциях на Западе.
Кантонский фарфор долгое время являлся одним из главных предметов китайского экспорта, поэтому он хорошо известен на Западе. Как правило, посуда и вазы изготавливались в провинциях Гуандун, Фуцзянь и Цзянси, затем раскрашивались и украшались эмалью в Гуанчжоу, после чего экспортировались китайскими компрадорами через Тринадцать факторий. Кантонский фарфор XIX века, известный как «Семейная роза», обычно украшался цветами, птицами, насекомыми розового и зелёного оттенков. К кантонскому фарфору близка по эстетике и цветовой гамме Шиваньская керамика из Фошани.
Кантонский стиль мебели зародился в XVII веке. В нём гармонично переплетаются традиционные элементы мебельных стилей эпохи Тан и Сун с элементами, заимствованными у европейцев (особенно элементами в стилях барокко и рококо). Как правило, мебель изготавливалась из цельного куска древесины, без видимых следов сборки более мелких деталей. Широко применялась тонкая резьба по дереву, украшение мебели раковинами и полированным мрамором. Сегодня мебель в кантонском стиле очень популярна среди материковых китайцев, а также массово экспортируется в страны Юго-Восточной Азии.
Кантонская или Линнаньская школа живописи зародилась в Гуандуне в XIX веке. В ней сочетаются различные художественные стили и техники — гохуа, акварельная живопись и импрессионизм. Характерными чертами кантонской школы являются оставление пустых пространств на картине, «недосказанность» сюжета, сочетание ярких и бледных цветов. Наиболее знаковыми мастерами этой школы являются Гао Цзяньфу и Чэнь Шужэнь.

### Исполнительские искусства

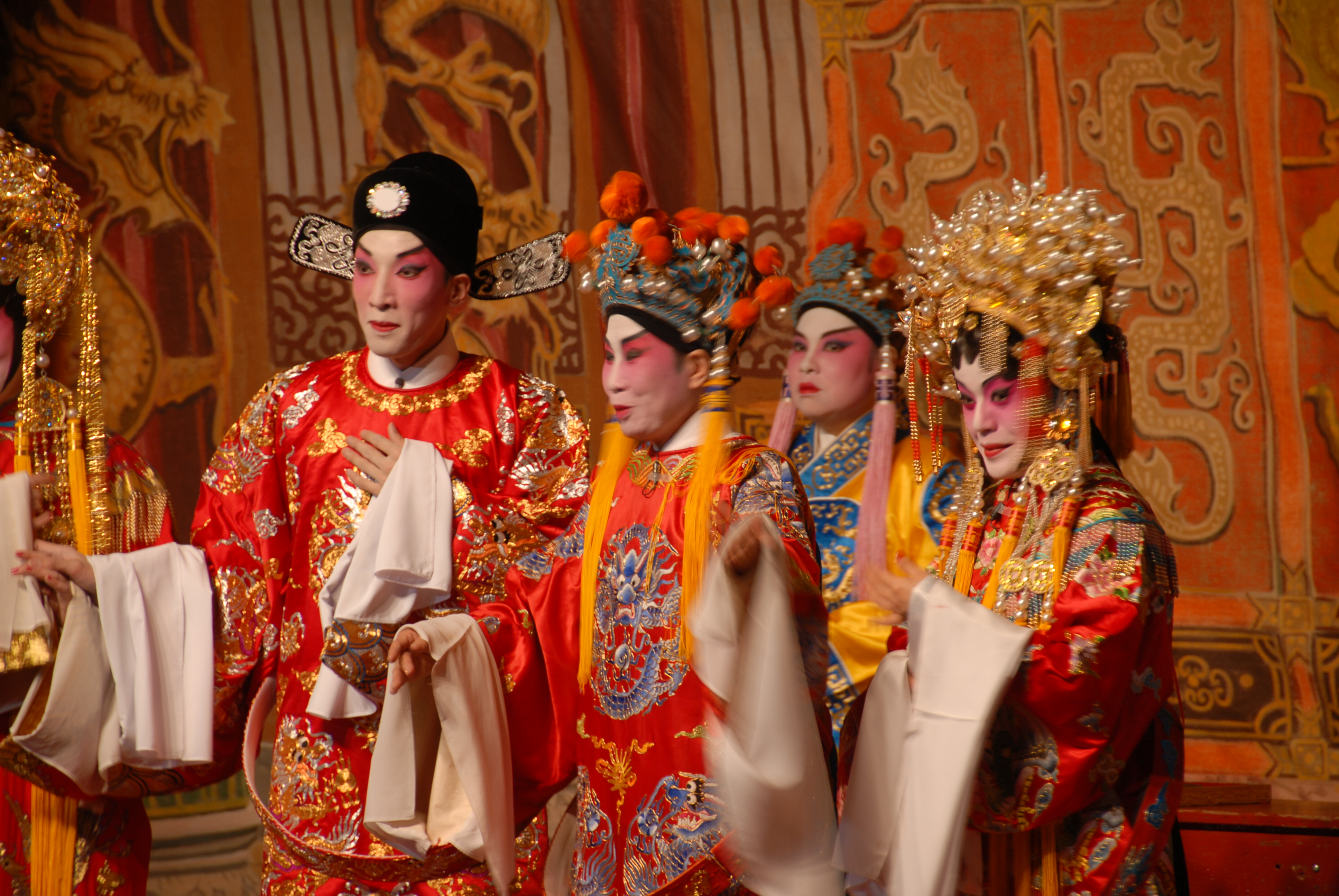
Актёры кантонской оперы

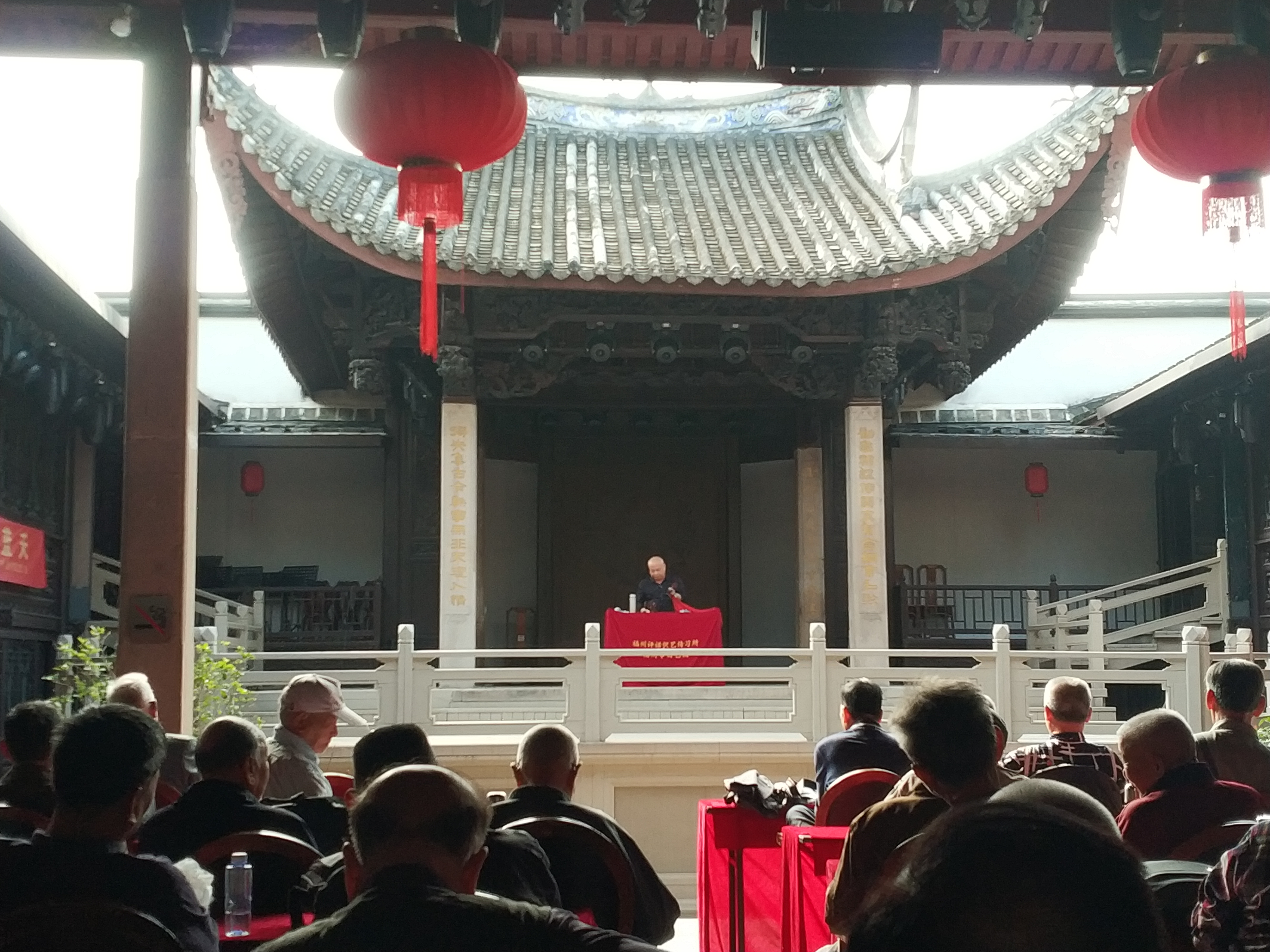
Исполнитель пинхуа

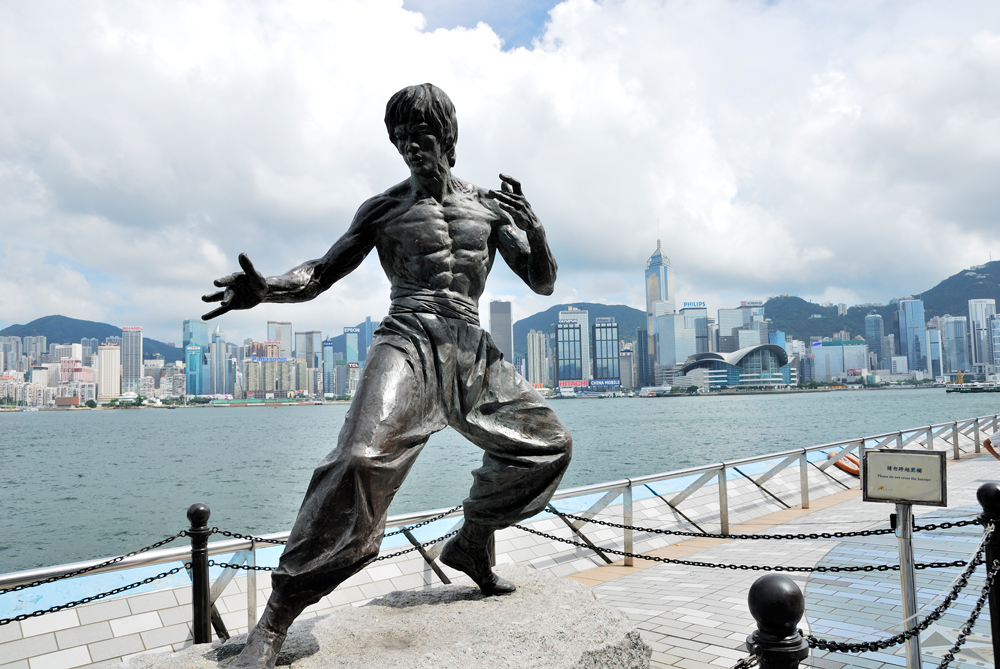
Статуя Брюса Ли на гонконгской Алее звёзд

Регион Линнань славится своей музыкальной и театральной культурой, которая включает в свой состав кантонскую оперу, оперу хакка, оперу для сбора чая, несколько стилей народной музыки и песен (в том числе инструментальную гуандунскую музыку), религиозные песнопения, а также современный театр на кантонском диалекте. Наиболее популярными музыкальными инструментами являются гаоху, жуань, циньцинь, эрху, гучжэн, янцинь, пипа, саньсянь, еху, гуань и дицзы.
На языке юэ существует большая коллекция народных песен, некоторые из которых сохраняют элементы народного творчества эпохи Наньюэ. Условно кантонские песни делятся на несколько течений: «песни солёной воды», популярные вокруг дельты Жемчужной реки; «северо-кантонские песни», популярные в северной части Гуандуна; «кантонские ритмы», основанные на традициях нам-ям; «ритмы при продаже петуха», которые поют во время религиозных ритуалов (эти песни ведут своё происхождение от песен байюэ, тотемами которых служили птицы); «песни Керрия», которые исполняют преимущественно на свадьбах.
Кантонская опера зародилась в конце XIII века и объединяет в себе музыку, пение, актёрское мастерство, акробатику и боевые искусства. В XIX веке кантонская опера испытала на себе влияние западной культуры, начав использовать некоторые европейские инструменты (например, скрипку). Во время представлений актёры оперы используют яркий макияж, пышные костюмы и головные уборы. Косметика на лицах и головные уборы символизируют характер героя; например, белый макияж наносят злодеям.
Также в Южном Китае популярен стиль гунгу или пинхуа, исполнители которого ритмично рассказывают различные истории без музыкального сопровождения. Рассказы охватывают самую разную тематику: от китайской истории до кантонского фольклора. Особенно популярны пересказы классических произведений («Троецарствие», новеллы о подвигах Юэ Фея, истории времён династий Суй и Тан). В 1980-х годах пинхуа пережил свой взлёт, когда рассказы стали транслировать в виде радиопостановок.
Кантопоп появился в 1970-х годах в результате смешения традиций кантонской оперы и западной поп-музыки (в нём присутствуют элементы джаза, рока, ритм-энд-блюза, электронной и танцевальной музыки). Обычно исполнителю, поющему на кантонском диалекте, аккомпанируют на фортепиано, синтезаторе, ударной установке, гитаре и бас-гитаре. Наиболее известными звёздами кантопопа являются Адам Чэн, Алан Там, Тереза Тенг, Лесли Чун, Джеки Чун, Энди Лау, Анита Муй, Аарон Кхуок, Леон Лай, Фэй Вонг, Николас Це, Сита Чан и Twins. Кантопоп имеет широкую популярность в Гонконге, Макао, материковом Китае, на Тайване, а также многочисленных поклонников в Юго-Восточной Азии, Японии и Южной Корее.
Кинематограф Гонконга зародился ещё в начале XX века. После окончания Гражданской войны и прихода к власти в материковом Китае коммунистов в Гонконг перебралась большая часть киноиндустрии Шанхая. Однако популярным гонконгский кинематограф стал лишь в 1970-х годах благодаря студии Golden Harvest и фильмам в стиле кунг-фу, превратившись в одну из крупнейших киноиндустрий мира (в 1980-х годах Гонконг занимал третье место, после Индии и США, по числу снятых фильмов и второе место в мире по экспорту кинопродукции). Традиционно большинство фильмов снимается на кантонском языке, хотя некоторая часть снимается и на севернокитайском. Основными жанрами гонконгского кинематографа являются фильмы с элементами боевых искусств (в том числе комедии, боевики и гангстерские фильмы), а также фэнтези в жанре уся и эпичные исторические драмы (нередко также с элементами кунг-фу). К наиболее популярным кинозвёздам относятся Брюс Ли, Джеки Чан, Саммо Хун, Чоу Юньфат, Донни Йен и Стивен Чоу, среди знаменитых кинорежиссёров выделяются Вонг Карвай, Джон Ву и Цуй Харк.

### Фольклор

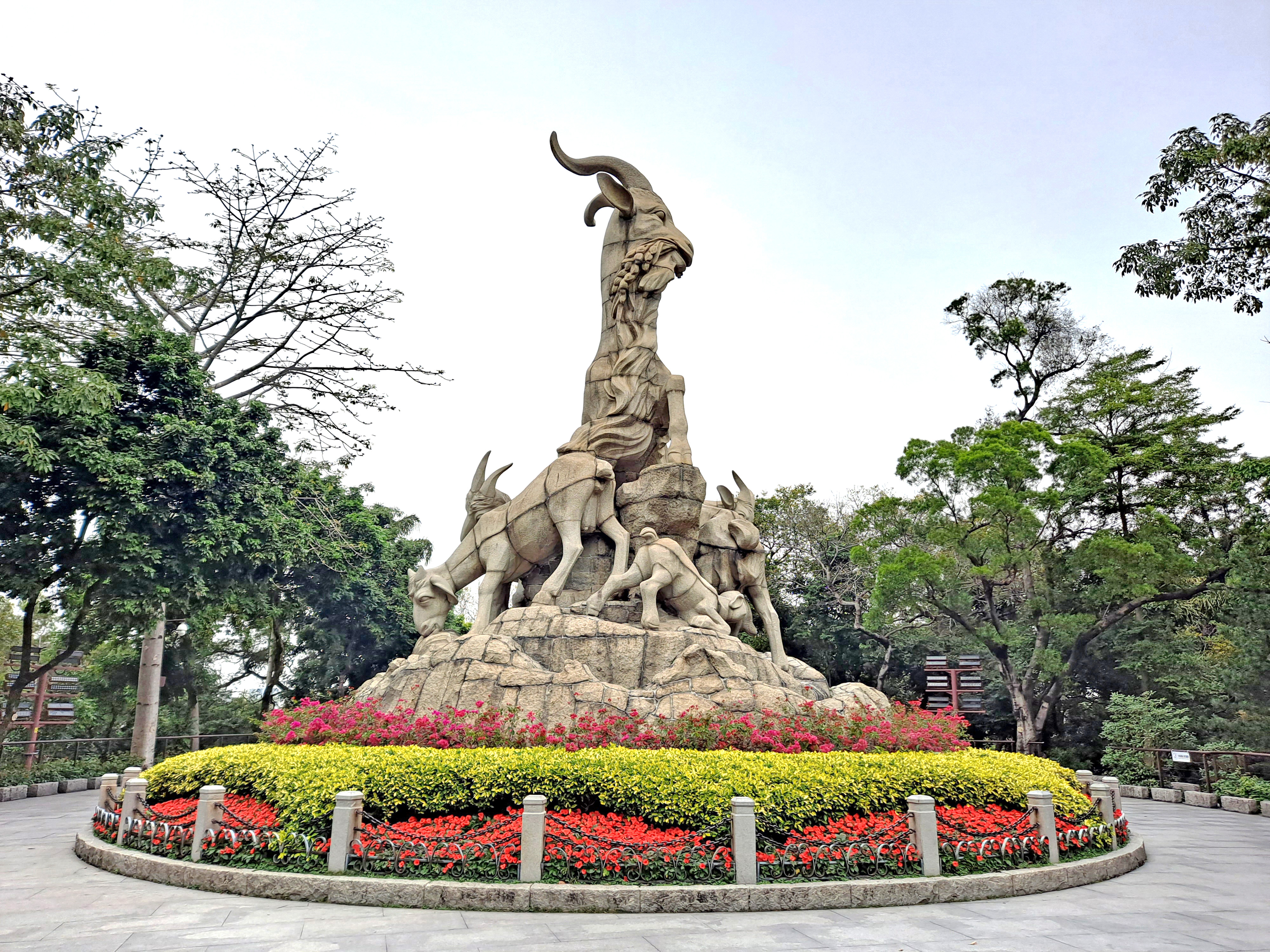
Памятник пяти баранам в Гуанчжоу

Кантонский фольклор основан на синтезе сказок, легенд и преданий ханьцев и байюэ. К наиболее популярным сюжетам относятся «Легенда о пяти баранах», «Легенда о скале Ванфу», «Кукушка», «Бамбуковая роща верного пса», «Фарфоровый лев», «Сова ищет жену» и «В миске риса». К наиболее популярным героям кантонского фольклора относятся Леди Сянь (воительница эпохи Суй, которая помогла ханьцам подавить мятеж племён байюэ, и позже ставшая богиней-покровительницей Линнаня); Юань Чунхуань (генерал эпохи Мин, сражавшийся против вторгшихся маньчжуров и позже казённый по ложному обвинению); Десять тигров Кантона (группа мастеров боевых искусств эпохи Цин, которые владели южным шаолиньским стилем); Вон Фэйхун (мастер кунг-фу и основоположник стиля хунгар, имевший репутацию «китайского Робин Гуда»).

### Философия
В эпоху Сун в Южном Китае зарождается течение кантонских неоконфуцианских мыслителей, которые основывают несколько философских школ. Одной из первых таких школ была Гукбо, основанная в XII веке философом Чуй Юцзы. В XV веке группа кантонских учёных во главе с Чэнь Байша основала Линнаньскую научную школу — наиболее заметную школу неоконфуцианской мысли в Южном Китае. В работах учёных этой школы анализировались и переосмысливались труды Конфуция через призму буддизма и даосизма, а также делался акцент на гуманизм, индивидуализм и самообразование. Одним из главных постулатов Линнаньской научной школы было утверждение, что «сомнения являются источником просвещения». Самым известным из учеников Чэнь Байши был философ Чжань Жошуй, основавший собственную школу Гумцюнь. Она пыталась объединить идеи Конфуция, Мэн-цзы и других мыслителей, выступала за то, чтобы мораль и совесть «лежали в сердце», а моральное развитие «опиралось на самоограничения». Другом и нередко оппонентом Чжань Жошуя был видный минский философ Ван Янмин.

### Кухня

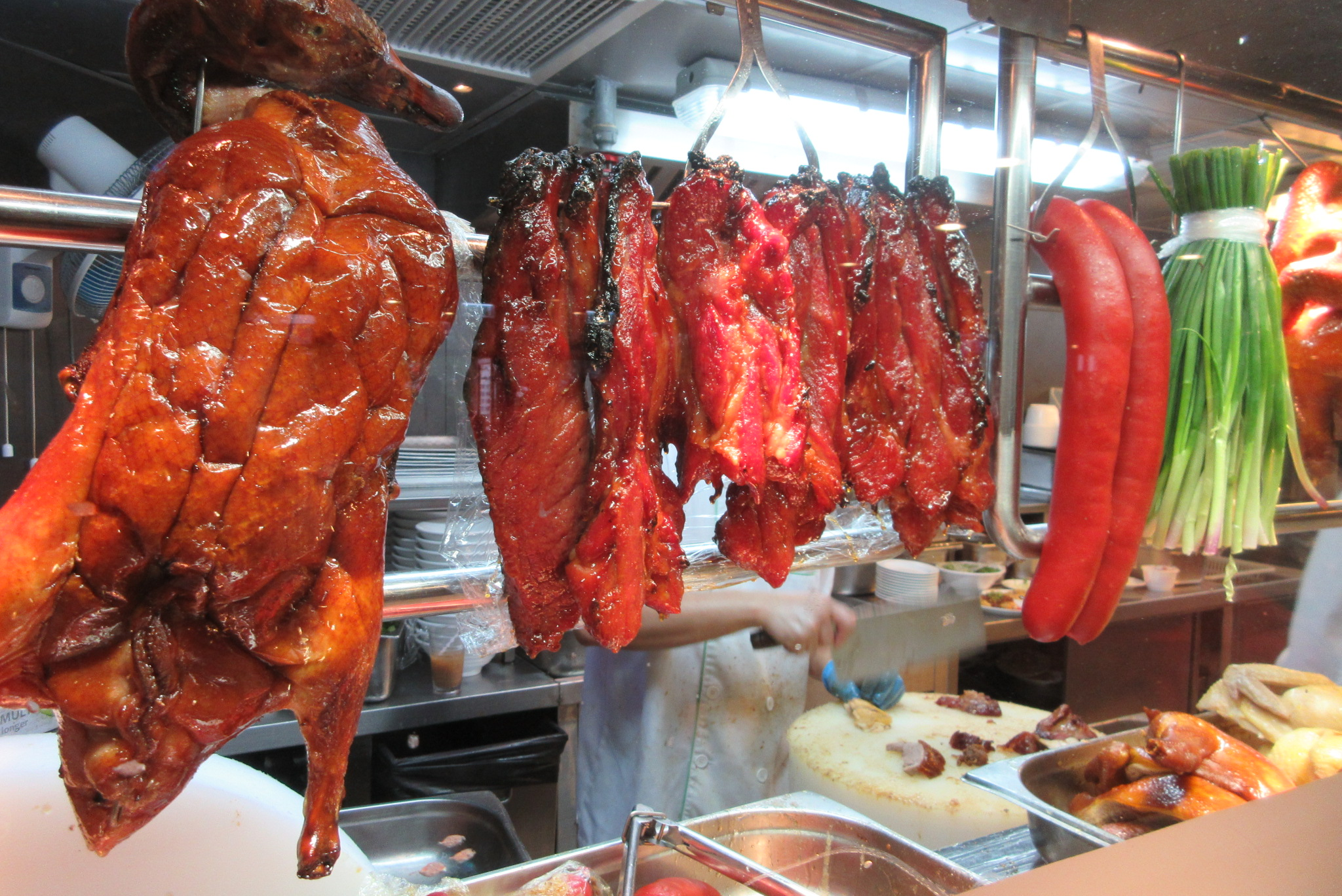
Мясная лавка в Гонконге, продающая уток, свинину и колбасы

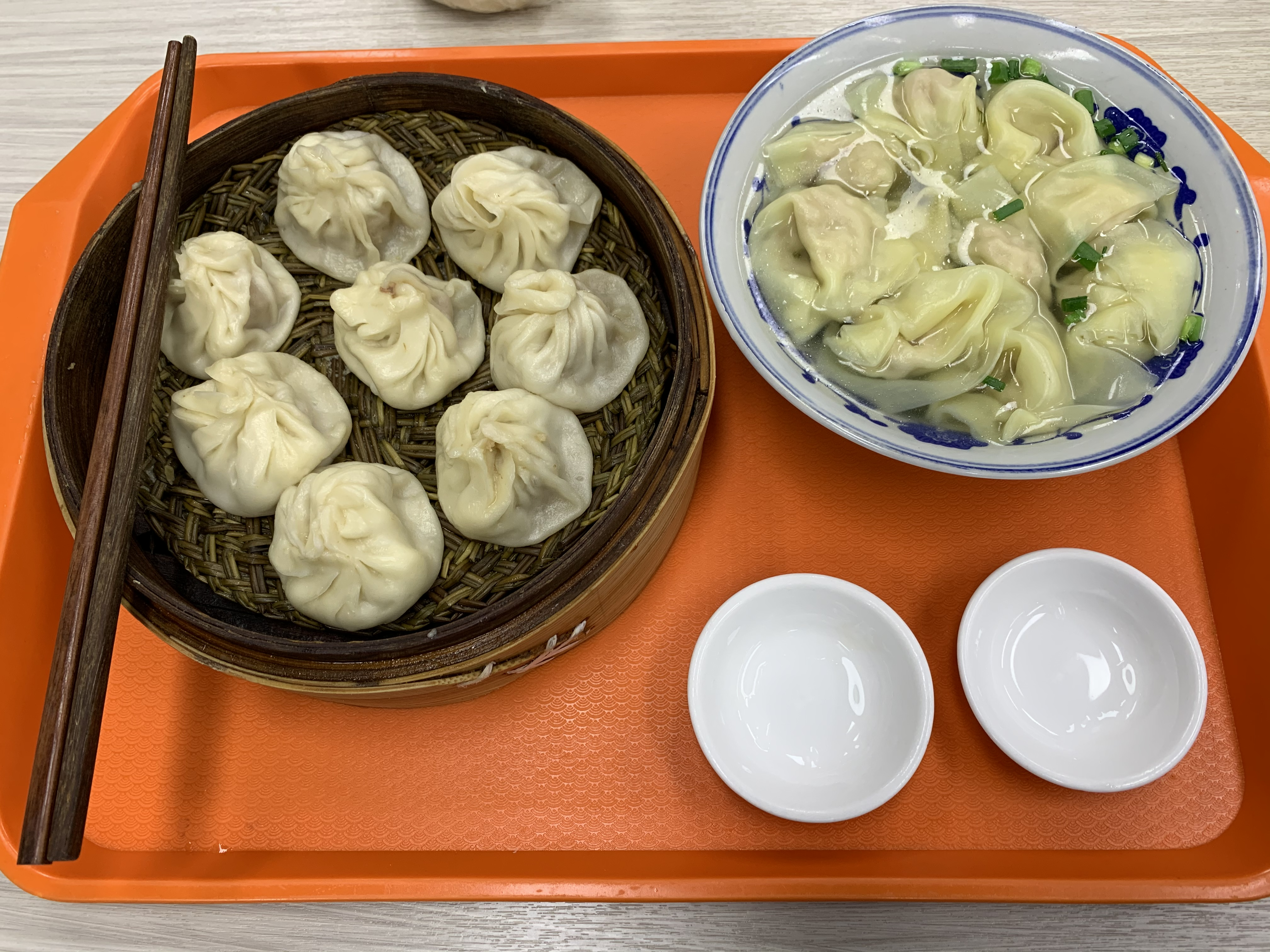
Вонтоны

Линнань с его субтропическим климатов всегда славился богатыми урожаями и уловами. Кулинарные традиции региона включают в себя «великую» кантонскую кухню, а также ряд региональных и национальных кухонь (Гуанси, Хайнаня, Гонконга, Макао, хакка и чаошаньцев), которые в той или иной мере подвержены влиянию кантонской кухни. В качестве основных ингредиентов кантонцы используют почти все съедобные компоненты своего региона, особенно рис, чеснок, кориандр, свинину, говядину, курятину, утятину, а также рыбу, морепродукты, змей, лягушек и улиток. В кантонской кухне используется множество методов приготовления пищи, но особое предпочтение отдаётся стир-фраю, фритюру, готовке на пару и тушению. Кантонские повара избегают слишком жирных, острых и пряных блюд, а также сильных ароматизаторов, предпочитая свежие ингредиенты и сбалансированный природный вкус. Благодаря массовой эмиграции из Южного Китая кантонская кухня хорошо знакома на Западе, во многих странах мира именно по ней у местных жителей складывается впечатление о всей китайской кухне.
Важную роль в кантонской кухне играют специи и приправы, особенно устричный и соевый соусы, соусы хойсин и доучи, сливовый соус, хуанцзю, рисовый уксус, кунжутное масло, креветочная паста, чеснок, зелёный лук, имбирь, перец чили, чёрный перец, сычуаньский перец, фенхель, анис, кассия и гвоздика. Рис и лапша выступают и в качестве гарнира, и в качестве самостоятельного блюда. К традиционным блюдам кантонской кухни относятся обжаренный рис, рисовая каша, жаренная свинина чашао, жаренные куриные лапки, запечённая утка, обжаренные вонтоны с мясной, рыбной или грибной начинкой, колбаски лапчонг, свинина или свиные рёбрышки на пару, рыбные шарики, «столетнее яйцо», солёные утиные яйца, ферментированный доуфу, маринованные овощи (китайская капуста, редька и горчица), обжаренный водяной шпинат и саговый суп. Важной традицией кантонцев является утреннее чаепитие ямча с различными закусками димсам или кокосовым пудингом.

### Боевые искусства
Кантонцы издревле культивировали собственный стиль кунг-фу, известный как наньцюань. Он зародился на рубеже эпох Мин и Цин на землях, расположенных южнее Янцзы. Первый толчок к популяризации кунг-фу дали полководцы Ци Цзигуан и Юй Даю, которые боролись против вокоу в Южном Китае. Военачальники систематизировали многочисленные стили, выбрали наиболее эффективные приёмы и обучили им солдат и местное население. В период могущества Чжэн Чэнгуна китайские тайные общества отправляли своих мастеров в различные районы Южного Китая с целью вербовки людей для борьбы с маньчжурами и обучения их боевым искусствам.
В правление императора Шуньчжи цинские войска устроили жестокую резню сторонников династии Мин в провинции Фуцзянь, что вызвало бегство многих мастеров кунг-фу в Гуандун. Одним из главных центров обучения кунг-фу был монастырь Южный Шаолинь, уничтоженный по приказу императора Канси. Часть монахов, спасшихся из монастыря, разошлись по Гуандуну и основали несколько школ боевых искусств. Многие школы кунг-фу приняли активное участие в антицинском восстании красных повязок. Со временем из нацьцюаня вышли такие школы, как хунга, чойлифут, винчунь и другие. После того, как в 1912 году империя Цин пала, некоторые школы и мастера кунг-фу влились в состав тайных преступных сообществ. С расцветом гонконгских боевиков стиль наньцюань получил мировую известность.

### Праздники

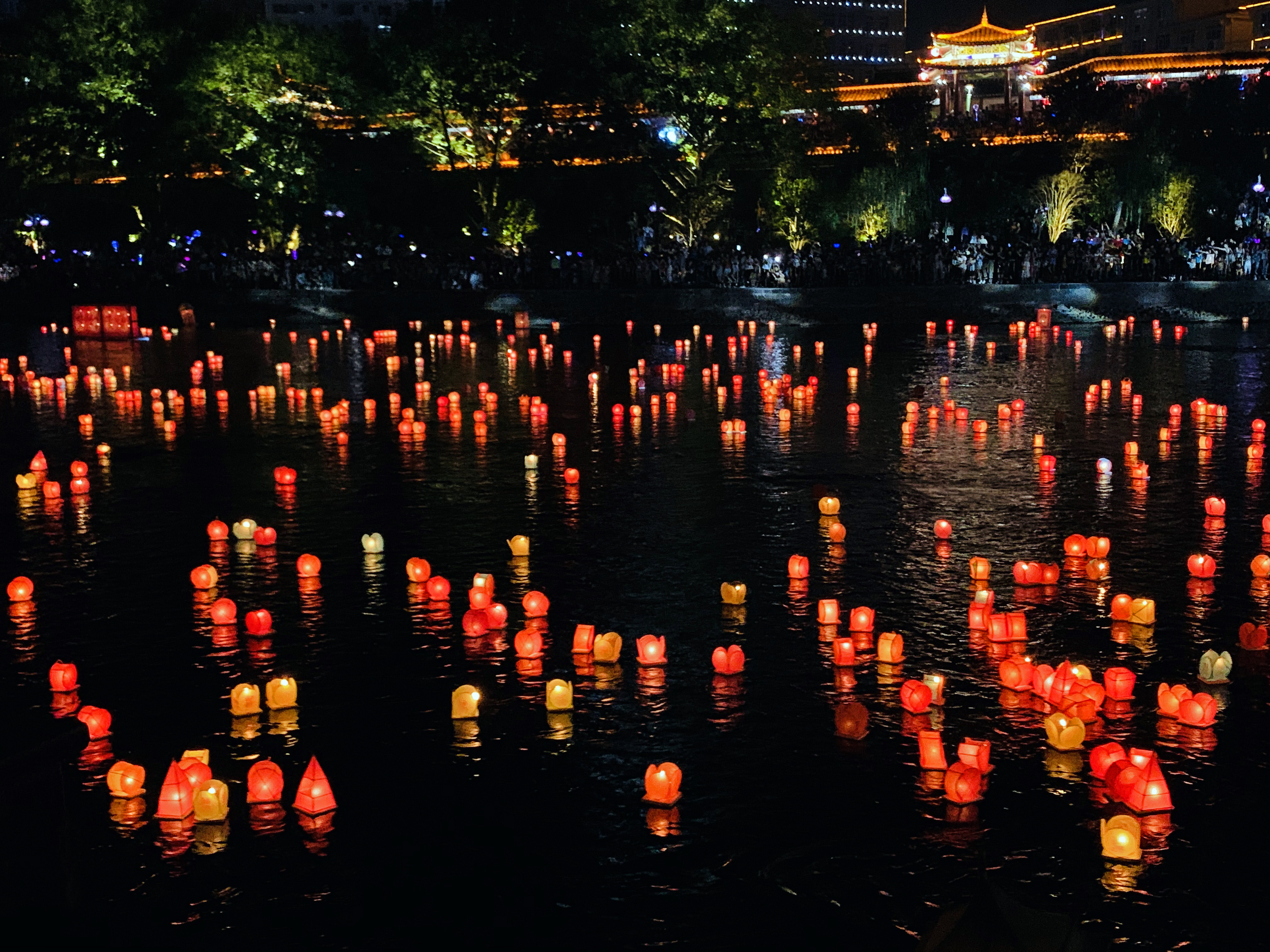
Плавающие фонарики во время Фестиваля голодных духов в Гуанси

Кантонцы празднуют большинство традиционных китайских праздников, но имеют при этом свои отличительные традиции. Среди основных праздников — Китайский Новый год, Праздник фонарей, Праздник драконьих лодок, Праздник чистого света, Праздник середины осени, Праздник двойной девятки, Фестиваль голодных духов, день рождения Будды и день рождения Гуаньинь.
Во время Лунного Нового года кантонцы дарят цветы и украшают ими свои жилища. Накануне праздника во всех городах Южного Китая и зарубежных чайнатаунах, где проживают кантонцы, открываются красочные цветочные рынки. Празднования, посвящённые Новому году, сопровождаются танцем льва, который призван отпугивать злых духов и привлекать удачу. В западной части Гуандуна кантонцы отмечают праздник Няньли («Рутина года»), посвящённый местным богам-покровителям земли.
Среди других локальных праздников кантонцев выделяются Мяохуэй («Храмовая ярмарка»), Праздник воздушных змеев, Праздник радости, Праздник лотоса и Парад летающих цветов. Храмовые ярмарки сопровождаются ритуалами поклонения пантеону народной религии и обильными угощениями. Кроме того, кантонцы повсеместно отмечают дни рождения местных божеств, святых и героев, особенно Мацзу, Чжэнь-у, Хун Шина, Там Куна, Леди Сянь и Со Чаня.

## Коммерческие традиции
Гуанчжоу издревле был одним из главных внешнеторговых портов Китая, из-за чего здесь сложились устойчивые коммерческие связи и традиции, а также собственная деловая культура. Дельта Жемчужной реки находилась вдали от центральной власти и контроль над коммерческими операциями здесь был слабее, чем в других регионах Китая. В эпоху империи Цин важнейшим коммерческим центром страны были Тринадцать факторий. Кантонские торговцы первыми установили контакты с европейскими купцами, а также участвовали в экономическом и культурном обмене с купцами из Юго-Восточной Азии. Исторически кантонские торговцы имели репутацию прежде всего прагматичных и инклюзивных коммерсантов: они хорошо знали текущую конъюнктуру, всегда искали новые возможности для заработка, перенимали новые технологии и новые методы, привлекали в бизнес талантливую молодёжь, ценили трудолюбие и надёжность, не принимали необдуманных решений, предпочитали получать прибыль, а не славу, избегали неоправданных рисков и ввязываться в политику, старались внешне не кичиться своим богатством. Многие современные бизнесмены Гуандуна и Гонконга по-прежнему наследуют эти негласные правила, даже заработав значительные состояния.
В число наиболее видных кантонских коммерсантов входят Лу Вантхоу (основатель Cathay Organisation и Motion Picture & General Investment), Стэнли Хо (основатель SJM Holdings и Shun Tak Holdings), Чэн Ютун (основатель Chow Tai Fook Group и New World Development), Ли Шауки (основатель Henderson Land, совладелец The Hong Kong and China Gas Company и Miramar Hotel and Investment), Люй Чэву (основатель Galaxy Entertainment Group и K. Wah International), Тан Иу (основатель Belle International), Хэ Сянцзянь (основатель Midea), Френсис Чой (основатель Early Light International), Джимми Лай (основатель Giordano International и Next Digital), Рэймонд Кхуок (совладелец Sun Hung Kai Properties), Ян Гоцян (основатель Country Garden Holdings), Пан Кан (основатель Haitian Flavouring & Food), Ма Хуатэн (основатель Tencent), Лоуренс Хо (совладелец Melco International и Melco Resorts & Entertainment) и Ян Хуэйянь (совладелица Country Garden Holdings).

## Видные кантонцы
К видным кантонцам относятся пират Чжэн И (1765), пиратка госпожа Чжэн (1775), адмирал Дэн Шичан (1849), философ и каллиграф Кан Ювэй (1858), политик и дипломат Тан Шаои (1862), политик Сунь Ятсен (1866), философ Лян Цичао (1873), эпидемиолог У Ляньдэ (1879), генерал Цзян Гуаннай (1888), политик Сунь Фо (1891), мастер кунг-фу Ип Ман (1893), оператор и режиссёр Джеймс Вонг Хоу (1899), архитектор Лян Сычэн (1901), композитор Сянь Синхай (1905), политик Хирам Фонг (1906), актриса Ли Сяцин (1912), бизнесмен Ли Шауки (1928), актёр Ло Ле (1939), журналистка и политик Адриенна Кларксон (1939), политик Джулиус Чэнь (1939), актёр Брюс Ли (1940), математик Сяо Иньтан (1943), режиссёр Юнь Вопхин (1945), микробиолог Флосси Вонг-Стаал (1946), бизнесвумен Хо Чин (1953), нейробиолог Нэнси Ип (1955), актёр Тони Люн Чу Вай (1962), актёр и певец Ник Чун (1964), фигуристка Мишель Кван (1980), бадминтонистка Чжан Цзевэнь (1981), актёр Гарри Шам (1982), певица и актриса Рейни Ян (1984), баскетболист И Цзяньлянь (1987), прыгун в воду Хэ Чун (1987), гольфистка Фэн Шаньшань (1989), певец Крис Ву (1990), певец Джексон Ван (1994), прыгун в воду Чэнь Айсэнь (1995).